# Петросян Тигран Вартанович
Тигра́н Варта́нович Петрося́н (вірм. Տիգրան Պետրոսյան, рос. Тигран Вартанович Петросян; 17 червня 1929, Тифліс, ЗСФРР — 13 серпня 1984, Москва, РРФСР) — радянський шахіст, шаховий журналіст і публіцист вірменського походження. Дев'ятий чемпіон світу із шахів (1963—1969). Здобув титул 1963 року, перемігши Михайла Ботвинника. Захистив титул 1966 року, перемігши Бориса Спаського. Втратив звання чемпіона 1969 року, програвши Борисові Спаському. Славився вмінням оборонятися, завдяки чому отримав прізвисько «залізний Тигран».
Понад тридцять років грав на найвищому світовому рівні. Чотириразовий чемпіон СРСР. Установив низку рекордів шахових олімпіад і командних чемпіонатів Європи — 9-разовий володар золотих медалей олімпіад і 8-разовий чемпіон Європи у складі збірної Радянського Союзу, провів дев'ять турнірів без жодної поразки на олімпіадах та вісім турнірів без поразки на чемпіонатах Європи. Міжнародний гросмейстер (1952), заслужений майстер спорту СРСР (1960). З 1958 — член президії Шахової федерації СРСР. Редактор місячника «Шахова Москва» (1963—1966), головний редактор шахового тижневика «64» (1968—1977). Кандидат філософських наук (1968). Нагороджений медаллю «За трудову доблесть» (1957) та орденами «Знак Пошани» (1965) і Дружби народів (1981).
З 2018 року зображення Тиграна Петросяна розміщене на вірменській банкноті у 2000 драмів.

## Життєпис

### Дитинство та юність
Народився 17 червня 1929 року в Тифлісі (за деякими даними — у вірменському селі Мулкі, а потім сім'я переїхала до Тифліса). Батько — Вартан Петросян, двірник Тифліського будинку офіцерів. Тигран був третьою й наймолодшою дитиною в сім'ї (після брата Амаяка та сестри Вартуш). Любив ходити до школи, навчався у вірменській школі № 73. За спогадами Петросяна, правила шахів він вивчив 1940 або 1941 року в піонерському таборі. Крім шахів, грав у шашки, нарди та турецькі шашки. Коли в Тбілісі відкрився Палац піонерів, де діяв шаховий гурток, хлопець записався туди. Перші кілька місяців опановував ази шахів під керівництвом Миколи Сорокіна, а з кінця 1941 року — Арчіла Ебралідзе. Першим шаховим підручником став скорочений переклад книги Іллі Майзеліса «Підручник шахової гри для юнацтва», який малий Тигран придбав у вірменській книгарні. Наступною прочитаною шаховою книгою була «Моя система на практиці» Арона Німцовича. Позиції й партії з праці данського гросмейстера юний Петросян проаналізував стільки разів, що вивчив напам'ять, а шахові погляди Німцовича стали однією з основ стилю майбутнього чемпіона світу. Серед шахістів-улюбленців також були Хосе Рауль Капабланка і Емануїл Ласкер. Тренер секції, Ебралідзе, був прихильником логічної та солідної позиційної гри й вимагав цього від учнів: «Жодних випадковостей! Добра тільки та партія, де все було логічно, де кожен із суперників щоразу знаходив і робив найкращий хід і де переміг той, хто бачив і рахував далі». Тигран спочатку не виділявся особливою майстерністю серед ровесників-шахістів. Через багато років, коли Петросян уже був гросмейстером, його перший тренер визнав: «Вибач мені. Я не одразу відчув твоє майбутнє. Інші були помітніші. Сміливіші, впевненіші…». Так, головною надією серед своїх вихованців Ебралідзе вважав однолітка Петросяна Олександра Буслаєва (віце-чемпіон ГРСР 1953 і чемпіон ГРСР 1954 року).

Колишній Палац піонерів у Тбілісі, де Петросян починав навчатись шахам

Після початку німецько-радянської війни померла мати, Тигран пішов працювати табельником, учнем кіномеханіка, щоб якось допомогти батькові, якому було вже за шістдесят. Через роботу й важку хворобу хлопець пропустив півтора року школи, а коли повернувся до навчання, помер батько. Оскільки брат пішов на фронт, то, щоб зберегти державне житло при Будинку офіцерів на проспекті Руставелі, 15-річний Тигран змушений був замінити батька, ставши двірником Будинку офіцерів. Опіку над сім'єю взяла тітка, яка допомагала прибирати вулицю.
1944 року восьмикласника Петросяна допустили до участі в чемпіонаті Грузії серед чоловіків. Там юнак виступив посередньо, посівши 9—11-те місця із 18 учасників. Пізніше гросмейстер згадував, що в багатьох партіях повторювалася ситуація: «проти [ім'я шахіста] я передчасно здався, уявивши, ніби моя позиція програна». Завдяки жвавому розуму та швидкому перебору варіантів Тигран часто думав «за двох» і створюючи план, одразу прогнозував контргру суперника, тому побоювався, що суперник також бачить це продовження. Коли ж надуманий план видавався кращим у противника, Петросян здавався. Наступного року юнак посів друге місце в чемпіонаті Тбілісі, випередивши свого наставника Ебралідзе.
Після понад чотирьох років шахових занять 16-літній Тигран Петросян починає перемагати у республіканських та всесоюзних турнірах, поділивши 1—3-тє місця на Всесоюзному юнацькому турнірі в Ленінграді 1945 р. і того ж року здобувши титул чемпіона Грузії серед дорослих. 1946 року в першості Грузинської РСР поза конкурсом виступали Пауль Керес, Владас Мікенас і Євген Загорянський. Усі вони випередили Петросяна, який посів 5-те місце. Цей турнір став чи не першим, де майбутній гросмейстер взяв очки в партії з гравцем світового рівня — в рівній позиції в мітельшпілі він запропонував нічию Кересові, однак той відмовився. В ендшпілі естонець був змушений визнати, що позиція рівна й таки погодився на нічию.
1946 року переїхав до Єревана з ініціативи Андраніка Акопяна, одного із зачинателів шахів у Вірменії, тодішнього директора шахового клубу. Поза конкурсом переміг у першості Вірменії, здобув титул після матчу з Генріхом Каспаряном. Того ж року переміг у Всесоюзному юнацькому турнірі в Ленінграді, не зазнавши жодної поразки. А. Акопян влаштував шахіста на роботу інструктора в товаристві «Спартак» й клопотав про отримання кімнати в Єревані, яку, зрештою виділили при республіканському комітеті фізкультури. У першостях Вірменської РСР 1947 і 1948 ділив 1—2-ге місця з Генріхом Каспаряном, 1949 року програв йому очну партію й поступився на пів очка, завершивши турнір на другій позиції. Цікаво, що в чемпіонаті республіки 1949 обидва перші призери програли свої партії посередньому шахісту Лорісу Калашяну, студентові-філософу, який був другом Петросяна, а в майбутньому створив шаховий факультет в Інституті фізкультури і захистив докторську дисертацію з філософії.
Наприкінці 1940-х років Тигран ще не міг конкурувати з провідними шахістами Радянського Союзу. У півфіналі першості країни 1947 він фінішував 16—17-м серед 18 учасників, у півфіналі першості 1948 став п'ятим, тоді як до фіналу проходили перші троє призерів. 1949 року Петросян нарешті пройшов сито відбору до фіналу першості СРСР, посівши друге місце у півфіналі, який проходив у Тбілісі. Він випередив, зокрема таких майстрів як Холмов, Ілівицький і Макогонов.
У жовтні 1949 року Тигран Петросян приїхав до Москви для участі у фіналі чемпіонату СРСР із шахів 1949 року і з намірами залишитися мешкати у столиці. У першому ж турі проти Олександра Котова на сьомому ході представник Єревана зробив елементарну помилку і здався через кілька ходів. Наступні партії він програв Смислову, Флору, Геллеру та Кересу, а відчув смак перемоги аж у 6-му турі, здолавши Андре Лілієнталя. У дебютному для себе чемпіонаті Радянського Союзу Петросян фінішував на 16-му місці. У Москві молодий вірменський майстер мав значно більше можливостей брати участь у турнірах для вдосконалення практичної гри. У нього з'явився тренер — Андре Лілієнталь.
Петросян був дуже невибагливий у побуті. Спочатку, як запеклий уболівальник футбольного клубу «Спартак» і член однойменного спортивного товариства, погодився жити на тренувальній базі ФК «Спартак» у Тарасівці, хоча звідти до центру Москви було близько тридцяти кілометрів. Лілієнталь згадує, що після гри в одному з московських шахових клубів Тигран повідомив, що залишиться там ночувати — виявилося, що він жив прямо в шаховому клубі. 1950 року посів третє місце в чемпіонаті Москви та поділив 12—13-тє місця в чемпіонаті СРСР.

### Боротьба за титул чемпіона світу (1951—1962)
1951 рік називають переломним у кар'єрі шахіста, початком ери «залізного Тиграна» — він виграв першість Москви, у чемпіонаті Радянського Союзу 1951 поділив 2—3-тє місця з Юхимом Геллером (від переможця Пауля Кереса відстав лише на ½ очка), отримав звання гросмейстера СРСР і можливість змагатися в міжзональному турнірі. Шаховий журналіст Василь Панов так оцінив цей успіх у чемпіонаті: «Петросян прекрасно володіє мистецтвом позиційного маневрування і прагне свої тонкі стратегічні задуми опирати на глибокому й точному розрахунку. Разом із тим гру Петросяна відзначає невпинне прагнення до ініціативи».
Перед поїздкою на міжзональний турнір до Стокгольма 1952 року молодий гросмейстер мав дуже скромний досвід міжнародних виступів — тільки меморіал Ґ. Мароці в Будапешті навесні того ж року. У міжзональному змаганні переміг у 7 партіях, 13 звів унічию й жодної не програв, поділивши 2—3-тє місця з Марком Таймановим, здобувши право грати в турнірі претендентів на звання чемпіона світу. На початку 1953 року на високому рівні провів міжнародний турнір у Бухаресті (+7 -0 =12), де фінішував другим, попереду Болеславського, Спаського, Сабо та Смислова. У рамках підготовки до матчу СРСР — США радянські гросмейстери влітку 1953 року в Гагрі провели тренувальний турнір, у якому зіграли всі найсильніші шахісти країни крім чемпіона світу Ботвинника та віце-чемпіона Бронштейна. 22-річний Петросян посів друге місце після Василя Смислова, випередивши, зокрема Болеславського, Авербаха, Геллера, Котова, Тайманова та Кереса. У радянський час партії турніру були недоступні, а про його існування не згадували в шаховій літературі та пресі.
Турнір претендентів 1953 відбувався в серпні-жовтні в Нойгаузені та Цюриху й зібрав усіх найсильніших кандидатів на титул чемпіона світу. Турнір підтвердив домінацію радянської шахової школи у світі — серед 10 лідерів було 8 представників СРСР. У другому турі Петросян чорними проти Решевського зіграв партію, яка стала однією з окрас турніру й увійшла до класичних взірців творчості «залізного Тиграна» — пожертвував якість з метою «блокади» противника та своєї активнішої гри в центрі, однак партія завершилась нічиєю. Підсумкова таблиця підтвердила реноме Петросяна як миролюбного та практичного шахіста — усі партії проти перших трьох призерів завершив унічию, а перемоги здобував тільки над шахістами з нижньої половини таблиці. Результат: +6 -4 =18; п'яте місце.

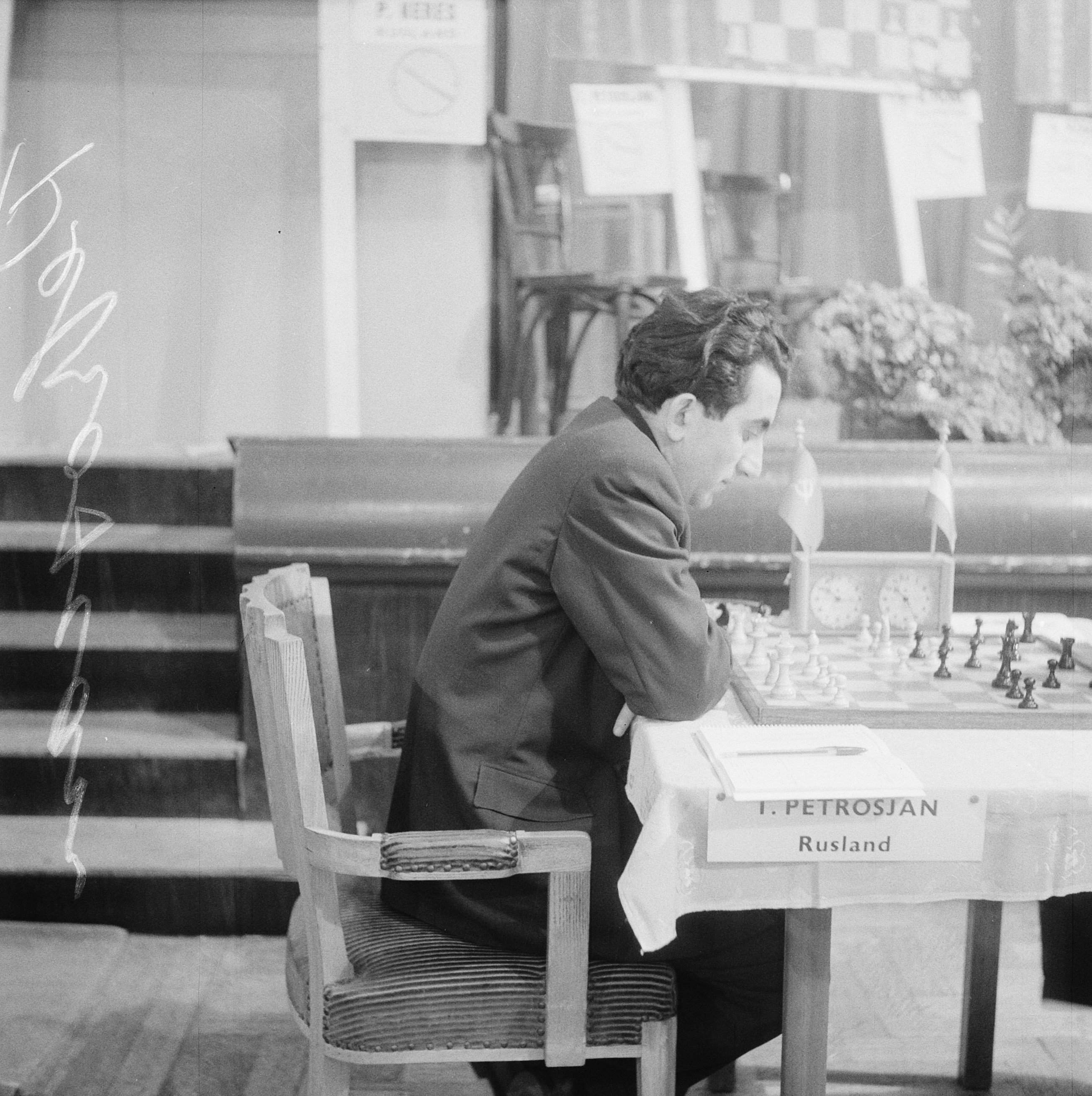
Під час турніру претендентів 1956 року

У схожій обережній манері діяв у в першості Радянського Союзу 1954 року, де не зазнав жодної поразки, але й переміг тільки 6 разів, у 13 випадках погодившись на мирову. Як наслідок — 4—5-те місця. Ще безпринциповішою видалась першість СРСР 1955 року, де гросмейстер показав результат +4 -0 =15. У міжзональному турнірі 1955 року посів четверте місце: +5 -0 =15. Фахівці критикували й не хвалили навіть за 3—4-те місця в сильних турнірах, вважаючи, що стилю Петросяна бракує творчості та агресії. Колеги радили йому грати гостріше, впевненіше й сміливіше.
Значно розкутіше та енергійніше провів турнір претендентів 1956 в Амстердамі. Чотири перші тури поспіль добивався кращого становища на шахівниці, однак жодну з цих партій не довів до перемоги. У партії проти Бронштейна Петросян уже планував нанесення завершального удару по позиції чорних, як раптом захопившись, підставив під удар ферзя й змушений був капітулювати. Також шахіст не зміг витиснути перемоги з гарних, на думку Ейве, шансів у партіях зі Смисловим і Геллером, а в четвертому турі не вдалося реалізувати величезну перевагу над Спаським. Один із шахових оглядачів, Вольфґанґ Гайденфельд, дивувався, що «одна явно краща та три виграшні партії дали йому тільки одне очко…». Більшість партій усе ж закінчив мирно: +3 -2 =13 (3—7-ме місця). Після турніру Петросян написав: «Упродовж останніх років мені майже не вдавалося брати участь у турнірах, де можна було б грати, не турбуючись про вихід у трійку, п'ятірку чи дев'ятку… Врешті, в турнірі претендентів я вирішив „пограти в шахи“ — бажання природне для кожного гросмейстера: грати кожну партію незалежно від сили партнера, грати, не переживаючи як відіб'ється кінець партії на результаті в турнірі. …Треба частіше влаштовувати турніри, які не мають відбіркового характеру, турніри, в яких творчість наших гросмейстерів не буде скута необхідністю забезпечити собі вихід у наступний турнір». За спогадами шахіста, саме 1956 року наступив момент, коли він всерйоз задумувався над можливим завершення кар'єри. Петро Романовський написав про стиль Тиграна: «Сентенції Петросяна не мають нічого спільного з інтересами радянської шахової школи», а в огляді турніру претендентів-56 цей же автор описав творчість дев'яти шахістів, тобто всіх учасників (навіть тих, які посіли останні місця), крім Петросяна.

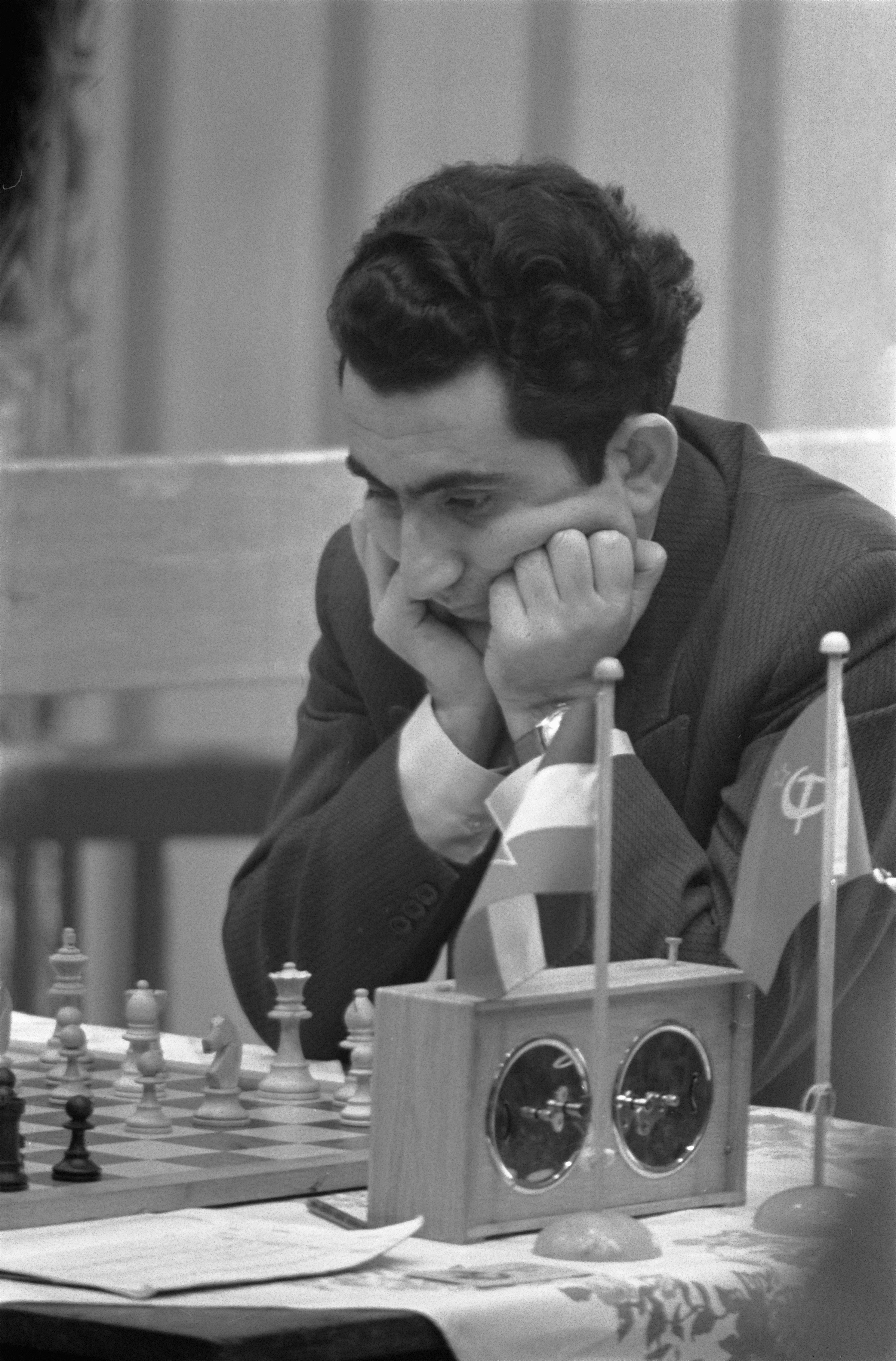
На турнірі в голландському Бевервейку 1960 року

У чемпіонаті країни 1958 року посів друге місце: +5 -0 =15. Він був єдиним шахістом, який не програв жодної партії, тоді як інші учасники програли щонайменше дві. Оцінки гри гросмейстера були дуже різними — талант, зрілу гру і стабільно високий клас Петросяна відзначив Давид Бронштейн, тоді як оглядач М. Юдович писав, що шахіст грає вельми обережно, без ризику, зводить унічию партії з лідерами, а перемагає тільки середняків і аутсайдерів, назвавши такий підхід «дідівською системою». На міжзональному турнірі 1958 у Порторожі перші 15 турів упевнено йшов на першому-другому місці з Михайлом Талем, однак у 16-му турі несподівано програв молодому данському гросмейстерові Бенту Ларсену й завершив змагання на 3—4-му місцях. Це місце гарантувало Петросянові участь у турнірі претендентів 1959 року в Югославії.
У січні-лютому 1959 року в рідному Тбілісі вперше здобув титул чемпіона Радянського Союзу. У першій половині турніру Петросян захворів на грип і пропустив близько тижня. Після одужання решту партій мусив грати за щільнішим графіком, щоб наздогнати інших учасників. Повернувшись до першості після вимушеної паузи заграв активніше, у 9—12-му турах здобув чотири перемоги поспіль і захопив лідерство аж до кінця чемпіонату. Уже традиційно пройшовши турнір без поразок, Петросян цього разу здобув аж 8 перемог (+8 -0 =11) і з результатом 13½ очка на одне очко випередив Спаського і Таля. Чемпіон СРСР розпочав турнір претендентів 1959 із трьох перемог і трьох нічиїх, перебуваючи на першому місці після 6 турів. Однак потім програв дві партії поспіль (Глігоричу й Олафссону), відставши від Таля і Кереса, які значно випередили решту учасників. Уже після третього кола було остаточно зрозуміло, що Петросян не зможе відіграти 4-очкове відставання від Михайла Таля. Тому вірменський гросмейстер догравав турнір мирно, із 7 останніх партій 6 завершив унічию, посівши четверту позицію.
У січні 1960 поділив із Бентом Ларсеном перше-друге місця на турнірі в Бевервейку: +4 -0 =5. Наприкінці січня в Ленінграді розпочався черговий чемпіонат Радянського Союзу. У напруженій боротьбі до останнього туру Тигран Петросян поділив 2—3-тє місця з Юхимом Геллером, відставши на півочка від Віктора Корчного. Улітку «залізний Тигран» посів чисте перше місце на Меморіалі Німцовича в Копенгагені (+10 -0 =3; перед Геллером і Штальберґом), а наприкінці року на другій запасній шахівниці показав чудовий результат на шаховій олімпіаді в Лейпциґу: +11 -0 =2 (92,3 %). Цей відсоток набраних очок досі є одним із найкращих результатів олімпіад.
У січні-лютому 1961 року вдруге виграв чемпіонат країни. Петросян грав агресивно (+9 -1 =9) і відзначився перемогами над двома прямими конкурентами: Корчним і Смисловим. Фінішував другим у міжнародному турнірі в Цюриху — після Кереса і перед Глігоричем. Із ними ж поділив 3—5-те місця на турнірі в Бледі восени 1961 року.
Міжзональний турнір 1962 року завершився впевненою перемогою Боббі Фішера, який випередив переслідувачів на 2½ очка. Тигран Петросян поділив друге-третє місця з Юхимом Геллером: +8 -0 =14. На думку гросмейстера Олександра Котова вірменський шахіст уже на початку змагань нарікав на втому через грип, яким перехворів перед цим. Тому Тигран відмовився від боротьби за перше місце й зосередився на практичному завданні — потрапити в шістку, що давала перепустку до турніру претендентів.
Турнір претендентів 1962 року провели на острові Кюрасао в Карибському морі. На думку Петросяна, незвичний клімат (30-градусна спека) і довга дистанція змагання (28 турів) спричинили значну втому гросмейстерів наприкінці турніру. Щільною групою попереду йшли Юхим Геллер, Тигран Петросян і Пауль Керес. Вирішальними стали два завершальні тури, 27-й і 28-й. Керес у передостанньому турі несподівано поступився Бенко (Пал Бенко пізніше згадував, що під час аналізу відкладеної партії проти Кереса до нього в кімнату прийшли Геллер і Петросян, пропонуючи свою допомогу, від якої він відмовився) і в останній партії мусив перемагати Фішера. Петросян перед останнім туром гарантував собі щонайменше друге місце і швидко погодився на нічию з аутсайдером Філіпом, чекаючи на результат партії Керес — Фішер. Естонець не зумів обіграти американського вундеркінда, погодився на нічию й відстав від Петросяна на ½ очка. Після невдач у попередніх трьох циклах учасником матчу за титул чемпіона світу нарешті став Тигран Петросян. Переможець упевнено і сильно пройшов увесь турнір, ставши єдиним учасником, хто не зазнав поразки: +8 -0 =19. Він рівномірно розподілив сили, завдяки чому за весь турнір зробив тільки 839 ходів, витративши на роздуми 48 годин, тоді як, наприклад, Геллер і Керес зробили понад 920 ходів і витратили понад 59 годин кожен. Водночас, Фішер розкритикував систему проведення турнірів претендентів. Так, усі 12 партій між трьома лідерами-співвітчизниками (Петросян, Керес, Геллер) завершилися нічиїми, бо гравці, ймовірно, змовилися, щоб економити сили на партії проти представників інших держав. Подібні «угоди» могли вносити значні корективи в моменти, коли якомусь із учасників потрібні будуть очки. ФІДЕ дослухалась до цих аргументів і з наступного циклу запровадила матчі, а не турніри претендентів.
1962 рік претендент на титул завершив турніром шахової олімпіади у Варні. Петросян виступав на 2-й шахівниці й допоміг збірній СРСР здобути золоту медаль, показавши найвищий результат на другій шахівниці: +8 -0 =4 (83,3 %). Загалом, 1962 календарний рік став унікальним у кар'єрі Тиграна Петросяна — у трьох турнірах і одному матчі зі суперниками світового рівня здобув 25 перемог і 38 нічиїх без жодної поразки. Кінець року шахіст присвятив підготовці до матчу за світову першість, який стартував навесні 1963-го в Москві.

### Чемпіон світу (1963—1969)

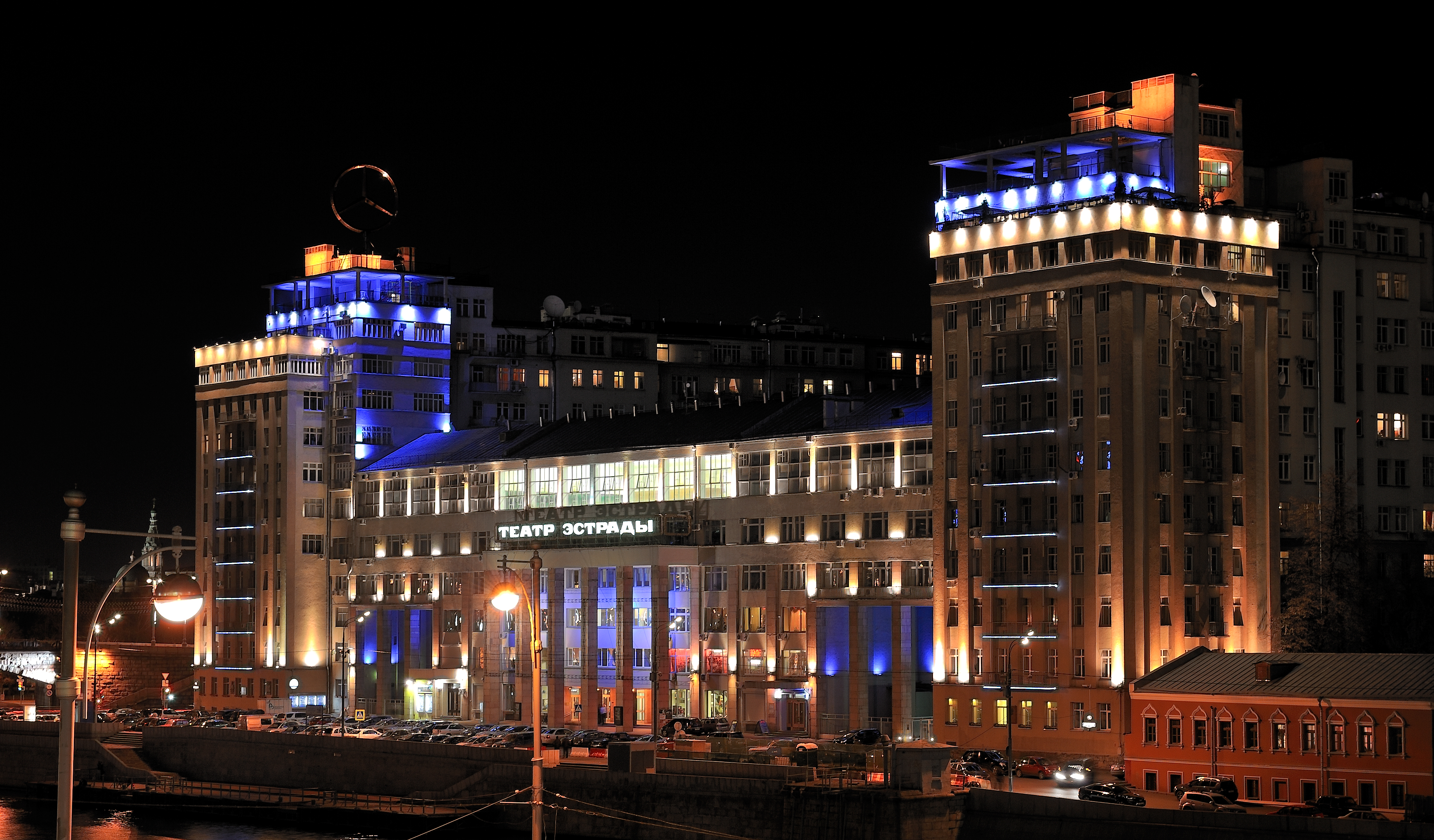
Московський театр естради приймав чемпіонські матчі 1963, 1966 і 1969 років

За правилами ФІДЕ умови матчу мали бути затверджені щонайменше за 4 місяці до його початку. Після завершення турніру претендентів у червні минуло вже кілька місяців, Петросян і Ботвинник у складі збірної Радянського Союзу встигли зіграти на шаховій олімпіаді 1962 року, а переговори щодо матчу ще не розпочинались. Чемпіон не був упевнений, чи буде захищати титул, бо у понад 50-річному віці нелегко проводити напружені кількамісячні матчі, однак лікарі таки дозволили йому грати. Про те, що Ботвинник перебуває не в найкращій спортивній формі, свідчив його посередній результат на шаховій олімпіаді: +5 -1 =6 (66,7 %), найгірший показник серед шахістів збірної СРСР. Панувала певна невизначеність, на нараду з приводу чемпіонського матчу шахістів запросили аж на 10 листопада. Початок матчу призначили на 23 березня 1963 року.
Наприкінці листопада 1962 року Петросян переніс невелике хірургічне втручання для усунення причин систематичних ангін. Операцію виконував доктор Денисов, який раніше, 1958 року, робив шахістові резекцію носової перетинки.
Секундантом Петросяна був Ісаак Болеславський, перед матчем претендентові допомагали готувалися також Олексій Суетін і Володимир Сімагін. Дебютним консультантом чинного чемпіона був Семен Фурман, який готував Ботвинника й до переможного матчу проти Таля 1961 року. Від послуг секунданта Ботвинник відмовився. За правилами матчу секундант був єдиною людиною, яка мала право допомагати гравцеві під час домашнього аналізу відкладеної партії.
Першу партію Петросян несподівано програв білими, однак вже у п'ятій зрівняв рахунок, а в сьомій вийшов уперед. У 14-й партії Петросян програв і рахунок знову зрівнявся. На післяматчевій прес-конференції вірменський шахіст сказав: «У 14-й партії я аналізував відкладену позицію до третьої години ночі, а потім весь наступний день аж до початку догравання. Я прийшов на догравання дуже втомленим, помилився в ендшпілі і зазнав поразки. Але я зрозумів, як важливо мати свіжу голову! Надалі я різко змінив режим ігрового дня. До нової партії готувався всього 10—15 хвилин, багато гуляв за містом». Після переломної 15-ї партії, в якій претендент вийшов уперед, у грі Ботвинника проявилися ознаки втоми, адже він був старший від Петросяна на вісімнадцять років. Чинний чемпіон мав гарну атаку у 16-й партії, але перед дограванням записав поганий хід і «залізний Тигран» зумів добитися нічиєї. Після перемог Петросяна у 18-й і 19-й партіях стало зрозуміло, що Ботвинник уже не надолужить відставання. Решту партій втомлений Ботвинник провів інертно.
|                   | 1 | 2 | 3 | 4 | 5 | 6 | 7 | 8 | 9 | 10 | 11 | 12 | 13 | 14 | 15 | 16 | 17 | 18 | 19 | 20 | 21 | 22 | Очки |
| ----------------- | - | - | - | - | - | - | - | - | - | -- | -- | -- | -- | -- | -- | -- | -- | -- | -- | -- | -- | -- | ---- |
| Тигран Петросян   | 0 | ½ | ½ | ½ | 1 | ½ | 1 | ½ | ½ | ½  | ½  | ½  | ½  | 0  | 1  | ½  | ½  | 1  | 1  | ½  | ½  | ½  | 12½  |
| Михайло Ботвинник | 1 | ½ | ½ | ½ | 0 | ½ | 0 | ½ | ½ | ½  | ½  | ½  | ½  | 1  | 0  | ½  | ½  | 0  | 0  | ½  | ½  | ½  | 9½   |

Уся Вірменія слідкувала за перипетіями чемпіонського матчу, в центрі Єревана було розміщено кілька великих демонстраційних шахівниць, біля яких збиралися тисячі людей, а ходи взнавали із Москви по телефону. Кінокадри, що зафіксували кількатисячний натовп, який спостерігає за ходом партії на великій демонстраційній шахівниці на фасаді будинку в Єревані, згодом використано на початку художнього фільму «Здравстуй, це я!» (рос. Здравствуй, это я!) режисера Фрунзе Довлатяна за участю Армена Джигарханяна та Ролана Бикова. Після приїзду нового чемпіона до Єревана на залізничному пероні людський потік підняв Тиграна Петросяна на руки і ніс кілька кілометрів — аж до площі Леніна. Вірменські вболівальники подарували чемпіонові автомобіль, а грузинські — картину класика вірменського живопису Мартироса Сар'яна.
Першим турніром у ранзі чемпіона світу був сильний за складом Кубок П'ятигорського в Лос-Анджелесі в липні 1963 року. Петросян посередньо провів перше коло (3½ очка із 7) і в другому колі мусив ризикувати, щоб наздогнати лідерів. Отримавши в другій половині турніру три перемоги, він поділив перше-друге місця з Кересом із загальним результатом +4 -1 =9. Організатори подарували переможцеві авто марки «Oldsmobile». Невдало виступив у змаганнях Спартакіади 1963 року, де в складі команди Москви переміг чотири рази, програв партії Корчному (Ленінград) і Геллерові (Україна) та зіграв унічию з Лутіковим (Молдова), Гургенідзе (Грузія) й Болеславським (Білорусь).
На високому рівні виступив на міжнародному турнірі в Буенос-Айресі 1964 року — поділив 1—2-ге місця з Кересом, попереду Бірна та Найдорфа. Того ж року вперше виступив за першою шахівницею на шаховій олімпіаді в Тель-Авіві. Здобув 6 перемог і 7 нічиїх (2-й індивідуальний показник на 1-й шахівниці), збірна СРСР знову захистила звання найсильнішої команди світу.
1965 року посів третє місце на «Турнірі миру» в Загребі (+7 -1 =11, позаду Івкова та Ульманна) та поділив 2—3-тє місця з Леонідом Штейном на міжнародному турнірі в Єревані (+4 -0 =9, позаду Корчного). У матчі Ленінград — Москва на першій шахівниці програв обидві партії Вікторові Корчному. У майбутньому Петросян зіграє ще не один десяток партій з Корчним, він стане для Тиграна незручним суперником, одним із небагатьох, хто матиме позитивний баланс у зустрічах із Петросяном. У січні 1966 року переміг у тренувальному турнірі гросмейстерів у Москві, який став для чемпіона одним з етапів підготовки до захисту звання. «Залізний Тигран» показав нехарактерний для себе бойовий результат із малою кількістю нічиїх, випередивши Болеславського, Сімагіна, Корчного та інших: +7 -1 =2.
У квітні-червні 1966 року провів матч за титул чемпіона світу проти Бориса Спаського, який став переможцем матчів претендентів 1965 року. Перші шість партій чемпіонського матчу закінчилися внічию, 7-му і 10-ту виграв Петросян, у 12-й він провів гарну комбінацію, але не довів її до кінця, потрапив у цейтнот і партія завершилась унічию. Це завдало психологічного удару Петросянові, до того ж розболілося горло й оборонець титулу скористався правом на тайм-аут. Після цього ініціатива перейшла до претендента. У 13-й партії під час догравання Петросян добився нічийної позиції, але в цейтноті помилився й програв. Наступну партію чемпіон грав деморалізованим і тільки під час догравання врятувався від поразки. 19-ту партію виграв Спаський і зрівняв рахунок у матчі — 9½:9½.
|                 | 1 | 2 | 3 | 4 | 5 | 6 | 7 | 8 | 9 | 10 | 11 | 12 | 13 | 14 | 15 | 16 | 17 | 18 | 19 | 20 | 21 | 22 | 23 | 24 | Очки |
| --------------- | - | - | - | - | - | - | - | - | - | -- | -- | -- | -- | -- | -- | -- | -- | -- | -- | -- | -- | -- | -- | -- | ---- |
| Борис Спаський  | ½ | ½ | ½ | ½ | ½ | ½ | 0 | ½ | ½ | 0  | ½  | ½  | 1  | ½  | ½  | ½  | ½  | ½  | 1  | 0  | ½  | 0  | 1  | ½  | 11½  |
| Тигран Петросян | ½ | ½ | ½ | ½ | ½ | ½ | 1 | ½ | ½ | 1  | ½  | ½  | 0  | ½  | ½  | ½  | ½  | ½  | 0  | 1  | ½  | 1  | 0  | ½  | 12½  |

У 20-й партії Спаський здався в безнадійному становищі. Наступну партію суперники провели обережно, без ризику, й погодились на нічию. у 22-й партії трапилося триразове повторення позиції, але нічия не влаштовувала Бориса Спаського, він продовжив гру, потрапив у важке становище й здався. Рахунок став 12:10 на користь чемпіона, тому, за правилами, він захистив своє звання. Партії, що залишились, стали формальністю.

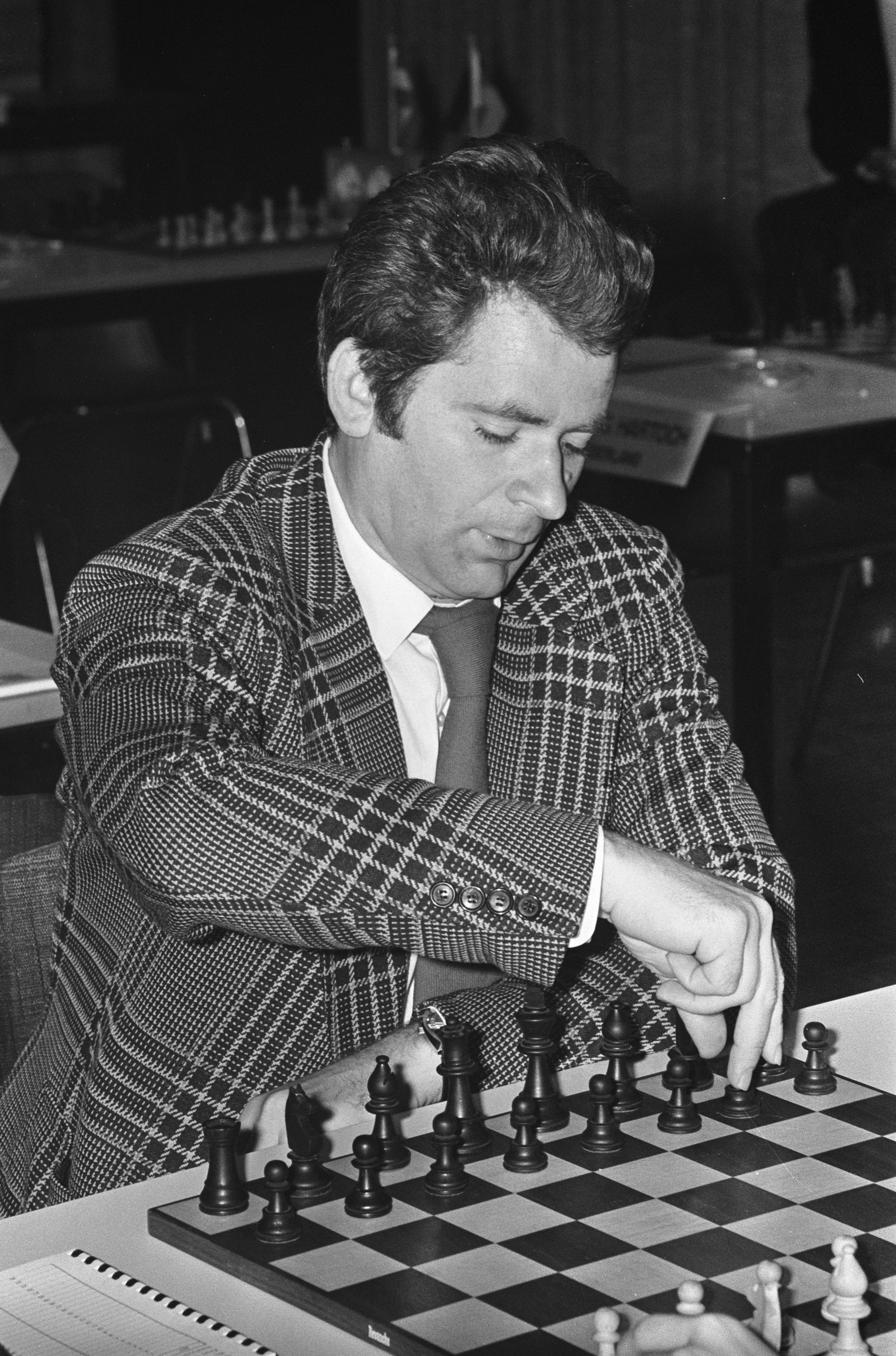
Борис Спаський — суперник у матчах за титул чемпіона світу 1966 і 1969 років

Уже в липні 1966-го, через місяць після битви за шахову корону, Петросян і Спаський вирушили до Каліфорнії на другий Кубок П'ятигорського. Цього разу організатори зібрали ще «зірковіший» склад, ніж 1963 року. Крім чемпіона та віце-чемпіона світу на турнірі в Санта-Моніці зіграли найсильніші представники Заходу та учасники матчів претендентів 1965 року — Фішер, Ларсен, Портіш, Івков та інші. Петросян провалив змагання й посів найнижче турнірне місце за останні десятиліття — шосте-сьоме. Уперше після Другої світової війни чинний чемпіон світу набрав тільки 50 % очок у турнірі. Юрій Авербах писав: «Саме тоді, коли Петросян удруге досяг вершини, він раптом відчув, що втомився від того, що йому потрібно безперервно докладати над собою зусилля в титанічній боротьбі за право називатися першим шахістом планети… І успіхи Петросяна дещо знижуються». Переможцем турніру став Борис Спаський. У наступне триріччя (до чемпіонського матчу 1969 року) він випереджатиме Петросяна на всіх турнірах, де вони перетнуться, натомість вірменин у цьому циклі не здобуде першого місця в жодному престижному турнірі.
Петросян нарікав на втому від складного календаря змагань, адже через місяць після турніру в Санта-Моніці відбувалась командна першість СРСР, а три тижні після її завершення — шахова олімпіада на Кубі, на іншому кінці планети. Якщо в командній першості Тигран був налаштований мирно (+2 -0 =8), то на шаховій олімпіаді 1966 у Гавані зіграв дуже потужно: +10 -0 =3 і 88,3 % очок, що стало найкращим результатом на першій шахівниці.
Слабо виступив на міжнародному турнірі ЦШК СРСР у Москві 1967 року — 9—12-те місця, здобув тільки три перемоги у 17 партіях (+3 -3 =11).
На турнірі у Венеції 1967 року чемпіон світу був явним фаворитом. Із перших турів лідерство захопили Йоганнес Доннер (Голландія) і Тигран Петросян. У 9-у турі відбулася очна зустріч противників, у якій вже в середині гри Петросян мав два зайвих пішаки та гарну позицію. Однак серія його невдалих ходів дозволила Доннерові врятувати нічию. У підсумку голландський гросмейстер випередив чемпіона світу на одне очко.
1968 року на високому рівні й без поразок провів шахову олімпіаду в Лугано, але на міжнародному турнірі в Пальма-де-Мальорка аж на 2½ очка відстав від переможця Віктора Корчного, посівши 4-те місце. Частково результат можна пояснити тим, що того року чемпіон менше часу приділяв практичній грі в шахи, бо розпочав роботу на посаді головного редактора новозаснованого шахового тижневика «64», а також захистив кандидатську дисертацію.
1969 року Тигран Петросян знову зустрівся з Борисом Спаським у матчі за шахову корону. Зважаючи на кращі турнірні результати претендента в останні роки, фахівці вважали шанси Спаського вищими. Спаський потужно провів перші вісім партій, після яких рахунок був 5:3 на його користь. Втрачена перемога у 9-й партії, де Петросян зумів вирвати нічию, і поразка в 10-й партії вибили з рівноваги претендента й в 11-й партії чемпіон зрівняв рахунок — 5½:5½.
|                 | 1 | 2 | 3 | 4 | 5 | 6 | 7 | 8 | 9 | 10 | 11 | 12 | 13 | 14 | 15 | 16 | 17 | 18 | 19 | 20 | 21 | 22 | 23 | Очки |
| --------------- | - | - | - | - | - | - | - | - | - | -- | -- | -- | -- | -- | -- | -- | -- | -- | -- | -- | -- | -- | -- | ---- |
| Борис Спаський  | 0 | ½ | ½ | 1 | 1 | ½ | ½ | 1 | ½ | 0  | 0  | ½  | ½  | ½  | ½  | ½  | 1  | ½  | 1  | 0  | 1  | ½  | ½  | 12½  |
| Тигран Петросян | 1 | ½ | ½ | 0 | 0 | ½ | ½ | 0 | ½ | 1  | 1  | ½  | ½  | ½  | ½  | ½  | 0  | ½  | 0  | 1  | 0  | ½  | ½  | 10½  |

Після двадцяти партій Спаський був на очко попереду, а вирішальною стала 21-ша гра, де Петросян позиційно програвав і мусив жертвувати якість і атакувати, аби зберегти шанси на нічию, натомість вибрав обмін і спрощення позиції, що зіграло на руку претендентові, який довів гру до перемоги. Борис Спаський здобув комфортну перевагу у два очка, яку зберіг до кінця матчу.
Попри поразку в матчі за титул чемпіона світу, гросмейстер перебував у хорошій формі, що підтвердили перемоги в чемпіонаті СРСР 1969 року (+6 -0 =16; поділив перше місце з Левом Полугаєвським і здолав його в додатковому матчі) та друге місце на міжнародному турнірі в Пальма-де-Мальорка (+6 -0 =11, тільки на ½ очка позаду Бента Ларсена).
Після матчу 1969 року припинив співпрацю з багатолітнім секундантом і тренером Ісааком Болеславським (допомагав Тигранові під час турніру претендентів 1959 і чемпіонських матчів 1963—1969 років).

### Після втрати титулу (1970—1983)
Учасник «Матчу століття» 1970 року в Белграді, де збірна шахістів світу грала проти команди СРСР. Матч складався з 4 турів на 10 шахівницях, а суперником Петросяна на другій шахівниці був американець Роберт Фішер. Петросян програв Фішерові в перших двох партіях, а наступні дві завершились унічию — 1:3. В. Корчной і О. Рошаль на шпальтах газети «64» висловили думку, що психологічно колишній чемпіон світу не був готовий протистояти американському гросмейстеру. Наприкінці року Фішер упевнено виграв міжзональний турнір 1970 і став одним із фаворитів на титул чемпіона світу.
На початку року поділив 2—5-те місця у Вейк-ан-Зеє 1971. У березні переміг у Всесоюзному бліцтурнірі гросмейстерів (перед Корчним, Балашовим, Карповим, Талем та ін.)Меморіал Алехіна 1971 року зібрав сильних шахістів, серед яких було п'ятеро чемпіонів світу (троє колишніх, чинний і майбутній). Петросян поділив 4—5-те місця з Володимиром Тукмаковим, відставши від переможців, Карпова та Штейна, тільки на 1 очко.
Як колишній чемпіон Тигран Петросян у наступному відбірковому циклі починав одразу з матчів претендентів 1971 року. В 1/4 фіналу він здолав Роберта Гюбнера з ФРН — 4:3 (+1 -0 =6, Гюбнер здав матч достроково). Німецький гросмейстер вимагав змінити залу проведення матчу, бо йому заважав шум однієї з головних магістралей Севільї. За спогадами Петросяна, через свій поганий слух (на той час уже користувався слуховим апаратом) він не міг зрозуміти, чи обґрунтовані скарги суперника, тому звернувся до своїх тренерів, О. Суетіна та І. Зайцева. Вони сказали, що ніякого шуму нема, суддя Гаррі Ґоломбек не задовольнив прохання німця, а Гюбнер відмовився продовжувати матч після поразки в 7-й партії. У московському півфіналі проти Віктора Корчного сили були рівні й долю поєдинку вирішила єдина перемога Петросяна в 10 партіях — 5,5:4,5 (+1 -0 =9).
Фінал матчів претендентів приймав Буенос-Айрес. Суперником радянського гросмейстера був американець Роберт Фішер, який у чвертьфіналі та півфіналі розгромив, відповідно, Марка Тайманова та Бента Ларсена з однаковим рахунком — 6:0, тобто переміг у дванадцяти партіях поспіль. Це унікальне досягнення в матчах претендентів так і залишилось неперевершеним. Тренерами Петросяна під час аргентинської дуелі були знані теоретики Юрій Авербах і Олексій Суетін. Матч розпочався з перемоги Фішера в першій партії та перемоги Петросяна в другій. За спогадами Авербаха, вірменин мав перевагу в третій партії, але в цейтноті не помітив триразове повторення ходів і змушений був погодитись на нічию. Американець виглядав свіжішим і спокійнішим, а нерви підвели Петросяна 6-й партії, яка, на думку Авербаха, психологічно надломила радянського гросмейстера. Після цього Фішер переміг у трьох наступних партіях поспіль і здобув право 1972 року грати проти Спаського матч за титул чемпіона світу, який виграв і став єдиним представником Заходу, що подолав радянську шахову гегемонію після Другої світової війни.
Фінішував другим на міжнародному турнірі в Сараєво 1972 (+6 -0 =9), позаду Ласло Сабо, перед Гортом, Кересом і Янсою. Шахову олімпіаду 1972 в Скоп'є провів на звично високому рівні, однак зазнав першої та єдиної поразки на олімпіадах — програв німцю Робертові Гюбнеру. Після цієї партії, як розповідають, переважно виважений та холоднокровний Петросян спересердя ледь не скинув зі стола шаховий годинник.

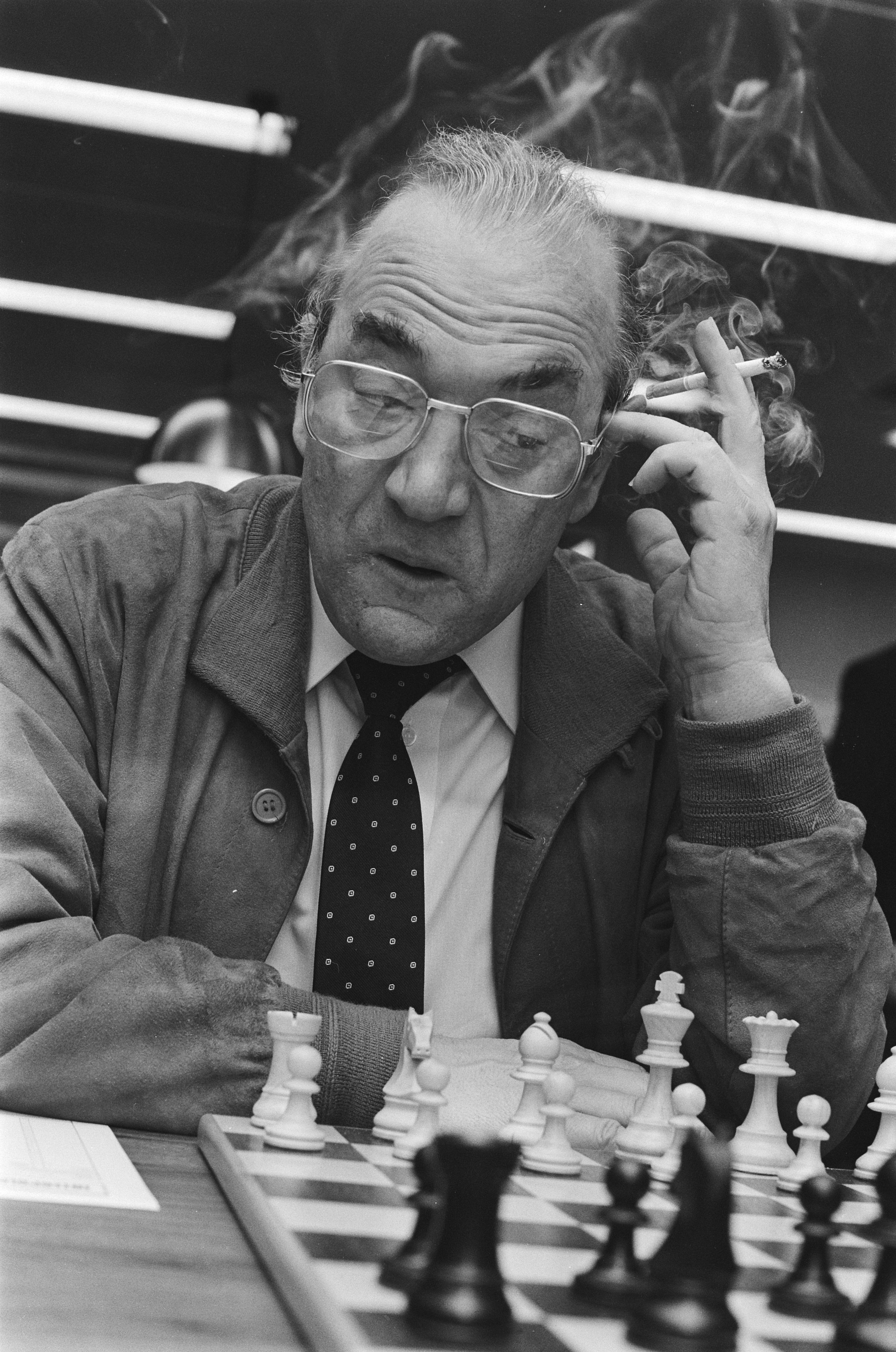
Віктор Корчной тричі поспіль вибивав Тиграна Петросяна з матчів претендентів — 1974, 1977 і 1980

1973 року поділив перше-друге місця на двох міжнародних турнірах: у Лас-Пальмас із радянцем Леонідом Штейном (+4 -0 =11, перед Андерссоном, Гортом, Кавалеком, Ріблі та ін.) і з Альбіном Планінцем (Югославія) на турнірі IBM в Амстердамі (+6 -1 =8, перед Кавалеком, Спаським і Л. Сабо). Чемпіонат СРСР із шахів 1973 зібрав один із найсильніших складів в історії цього турніру — Спорткомітет СРСР після поразки Спаського Фішерові вирішив, що в першості країни мають виступати всі найсильніші шахісти. Лідери прийшли на фініш дуже щільною групою — «залізний Тигран» не програв жодної партії та поділив 2—6-те місця з Карповим, Корчним, Кузьміним і Полугаєвським. Чемпіоном став Борис Спаський, а в середині та нижній половині таблиці залишились такі гросмейстери як Геллер, Керес, Тайманов, Таль і Смислов. Міжнародний турнір у Манілі Петросян також завершив непереможним (+5 -0 =9), випередивши Глігорича, Ларсена, Любоєвича та Портіша, однак посів друге місце після Євгена Васюкова.
У відбірковому чемпіонському циклі 1973—1975 правила передбачали, що для перемоги у чвертьфіналі матчів претендентів треба виграти три партії (ліміт матчу — 16 партій), для перемоги у півфіналі — чотири партії, а для перемоги у фіналі — п'ять партій. Тигран Петросян як фіналіст попереднього циклу розпочав боротьбу 1974 року з 1/4 фіналу, де в місті Пальма-де-Майорка переміг угорця Лайоша Портіша 3:2 (+3 -2 =8). Можливими місцями проведення півфіналу Корчной — Петросян називали Москву, Київ або Одесу. Ленінградець Корчной відмовився грати в Москві (там жив Петросян) і Києві (там у півфінальному матчі претендентів 1968 програв Спаському). Півфінальний матч претендентів 1974 в Одесі завершився скандалом, бо Петросян відмовився продовжувати боротьбу після 5-ї партії. Офіційно — через негаразди зі здоров'ям. Віктор Корчной стверджував, що в напружені моменти поєдинку Петросян починав хитати ногою, розхитуючи стіл і зачіпаючи ногу суперника. Вірменський гросмейстер заявляв, що провокації розпочав росіянин, який ще й словесно ображав суперника. Тому Петросян після поразки у п'ятій партії, коли рахунок став 1:3 на користь Корчного, відмовився продовжувати матч.
На турнірі в Лас-Пальмас 1975 року став наймиролюбнішим гравцем (+4 -0 =10), посівши лише 7-ме місце. Таку саму стратегію вибрав і на змагання в Мілані. Перший раунд був двоколовим турніром з 12 учасників, а четверо переможців виходили до плей-оф. Петросян посів 2—4-те місця в коловому турнірі, вийшов до матчів на виліт, де зіграв унічию півфінал із Карповим (+0 -0 =4) і матч за 3—4-те місця з Любоєвичем (+1 -1 =4). На Меморіалі Алехіна в Москві поділив 6—7-ме місця, а завершив 1975 рік перемогою в першості країни в Єревані, де вчетверте здобув звання чемпіона Радянського Союзу. В останньому турі вірменин швидко зіграв унічию з Левом Альбуртом, у той час як суперники не змогли виграти свої партії й наздогнати Петросяна. Чемпіон програв єдину партію львів'янину О. Романишину, що пояснив хворобою (через неї пропустив один тур) та небажанням грати довгу партію. Пішовши на гострий варіант із можливою жертвою коня за білих, пізніше прокоментував це так: «Якщо Романиши не піде на жертву, то добре, а якщо побачить сильніше продовження, то хоч би це швидше закінчилось і я пішов додому…». Суперник Петросяна пожертвував коня і швидко реалізував позиційну перевагу.
Посів чисте перше місце на турнірі в Лон-Пайн у березні 1976 року, який проходив у сім турів за швейцарською системою: +4 -0 =3. Успішно виступив на міжзональному турнірі в Білі 1976 року — поділив 2—4-те місця з Портішем і Талем із результатом +6 -1 =12. Перше місце й гарантовану участь у матчах претендентів отримав Бент Ларсен. Щоб визначити двох інших учасників матчів претендентів, ФІДЕ провела матч-турнір трьох в італійському Варезе. Змагання закінчилось так: Петросян — 4½ очка, Портіш — 4, Таль — 3½ очка. Наприкінці 1976 року успішно виступив у чемпіонаті Радянського Союзу, поділивши 3—4-те місця з Левом Полугаєвським.
У березні-квітні 1977 в італійському Чокко провів чвертьфінальний матч претендентів проти Віктора Корчного, який не повернувся до СРСР після турніру в Амстердамі 1976 року й попросив політичного притулку в Західній Європі. Петросян був серед підписантів відкритого листа, який засуджував дії «неповерненця», тому матч пройшов в атмосфері неприязні та майже ненависті. Перед першою партією суперники не привіталися та навіть не потиснули руку одне одному. Корчной у спогадах невисоко оцінював рівень матчу, бо помилки неодноразово робили обоє учасників. Петросян поступився з мінімальним рахунком — 5½:6½. Доволі безініціативно провів чемпіонат Європи 1977 (+1 -0 =4), більшість партій завершивши короткими нічиїми. Нижче від очікувань зіграв на Меморіалі Чигоріна (+3 -0 =12), де поділив 5—9-те місця, пропустивши вперед, серед інших, О. Суетіна та М. Крогіуса. У Гастінґсі 1977/78 поділив 2—3-тє місця з Дьюлою Саксом позаду Романа Джинджихашвілі.
Шахова олімпіада 1978 стала першою, де Радянський Союз поступився в боротьбі за золоті медалі. «Залізний Тигран» на другій шахівниці зіграв надійно (+3 -0 =6), але команда СРСР поступився першим місцем Угорщині. Після цього склад збірної омолодили, а Петросяна більше не викликали до збірної для участі в олімпіадах. На турнірі в Лон-Пайн 1978 року фінішував на 6—10-й позиції серед 68 учасників (+3 -0 =6). Позитивним моментом було те, що вперше екс-чемпіон світу зумів чорними переграти угорця Лайоша Портіша, який був незручним суперником для Петросяна. Того самого року посів друге місце на міжнародному турнірі ЦШК СРСР у Вільнюсі (+6 -1 =8).
Вдало виступив на Меморіалі Кереса 1979 — перше місце (+8 -0 =8), попереду Таля, Бронштейна, Ваганяна, Сакса та інших. На турнірі в Баня-Луці (Югославія) 1979 року не програв жодної партії, але попри те, що більшість суперників була значно нижчого рівня, фінішував лише четвертим (+3 -0 =12).

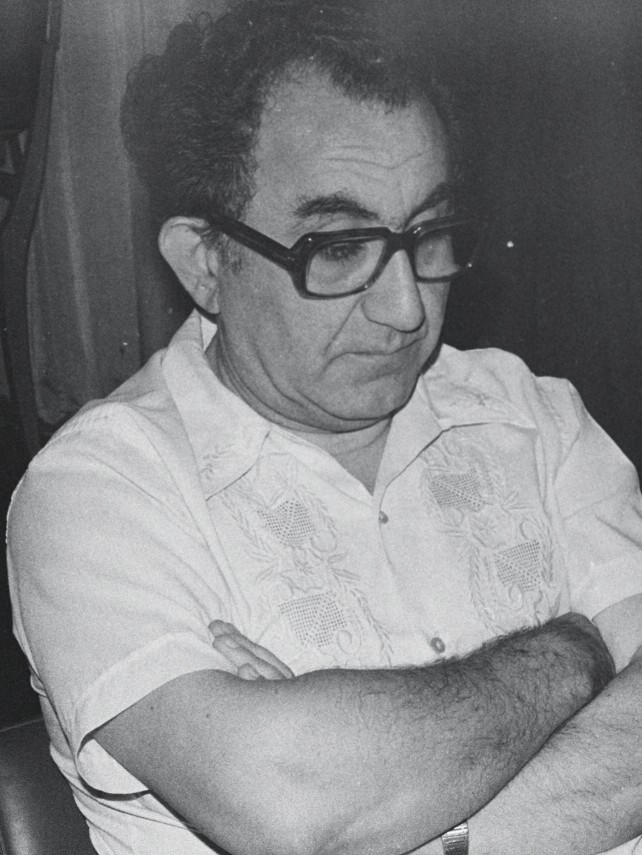
Під час міжзонального турніру 1979

У міжзональному турнірі 1979 року в Ріо-де-Жанейро 50-річний гросмейстер поділив 1—3-тє місця, ставши єдиним учасником, який пройшов турнір без поразки. Петросян економно розподіляв сили, грав унічию з лідерами та обігрував слабших за класом шахістів. Він зробив найменше ходів, у середньому 27 ходів на партію (у середньому в Ріо робили 46 ходів), і мав найменше відкладених ігор — тільки три. Через місяць після міжзонального виступив у комерційному турнірі в Буенос-Айресі, де обмежився переважно короткими нічиїми до 20 ходів. Уперше за багато років Петросян посів у міжнародному турнірі місце в нижній половині таблиці (9—10-те серед 14), маючи негативний баланс очок: +2 -3 =8.
Жеребкування чвертьфіналів претендентів знову визначило в суперники Віктора Корчного. Матч із 10 партій відбувався в австрійському Фельдені в березні 1980 року й закінчився поразкою екс-чемпіона після дев'яти партій — 3½:5½ (+0 -2 =7). Хоча Петросян не виграв жодної партії, Корчной визнавав, що колишній чемпіон світу перегравав його в першій половині мітельшпілю й мав кращі позиції в 4-й, 5-й, 6-й і 7-й партіях. Натомість, після п'ятої години гри через втому Петросян грав слабше. Поділив перше-третє місця на турнірі в Лас-Пальмас 1980 року з Ентоні Майлзом і Юхимом Геллером. Змагання в Барі (Югославія) стали останнім індивідуальним першим місцем Петросяна у міжнародному турнірі. Він випередив Василя Смислова, Бояна Кураїцу та менш знаних шахістів.
У дуже сильному «Турнірі зірок» у Москві 1981 року поділив 9—10-те місця з Ульфом Андерссоном (+1 -2 =10). Петросян переміг тільки в одній партії, зате це була партія з чемпіоном світу серед юнаків 17-річним Гаррі Каспаровим, який став одним із призерів турніру, а через кілька років здобув титул чемпіона світу. У ній довший час чорні (Петросян) оборонялися, доки на 35-му ході Каспаров не зробив грубу помилку, яка дозволила чорним перехопити ініціативу й довести партію до перемоги. Лев Полугаєвський так прокоментував гру Петросяна: «Партія з Каспаровим показує, що, коли відступати ні́куди, коли Петросяна притискають до каната, він демонструє чудові взірці активного захисту, активної гри. Однак коли йому нічого не загрожує, він і сам нікуди не прагне, пасивно вирішує свої проблеми, а по суті, й не хоче їх вирішувати, навіть на п'ятій годині гри не ухвалюючи жодних активних рішень, продовжує грати ніби на півтонах і часом зазнає через це певних втрат». Того ж року поділив 2—6-те місця в Оберварті, фінішував третім на Меморіалі Костіча та другим у «супертурнірі» в Тілбурзі (+3 -2 =6; після Олександра Бєлявського, попереду Портіша, Тіммана, Спаського, Каспарова, Ларсена та інших).
Разом з Андерссоном і Ларсеном посів 6—8-му позиції на сильному турнірі в Бугойно 1982 року (+2 -1 =10). У міжзональному турнірі в Лас-Пальмасі 1982 поділив 4—5-те місця (+3 -1 =9) і вперше за тридцять років не пробився до змагань претендентів. На «супертурнірі» в Тілбурзі поділив 5—6-те місця з Василем Смисловим (+3 -2 =6; попереду Портіша, Гюбнера, Ларсена та інших).
У Меморіалі Кереса 1983 року поділив 3—5-те місця, у першості Радянського Союзу фінішував на 6—9-му місці (+2 -2 =11). Останнє змагання — гросмейстерський турнір 1983 року в Никшичі (Югославія) на честь 60-ліття давнього приятеля, Светозара Глігорича. Петросян зіграв нижче від очікувань і поділив 11—12-те місця серед 15 учасників. В останній у житті офіційній партії 12 вересня 1983 року проґавив якість (віддав туру за слона) і, хоча намагався маневрувати в ендшпілі, здався проти шведа Ульфа Андерссона.

### Швидкі шахи, журналістика, тренерська діяльність
Петросян мислив і грав доволі швидко, мав славу сильного гравця у бліц. Чотири рази вигравав популярні бліц-першості Москви на призи газети «Вечірня Москва», а в березні 1971 року переміг у Всесоюзному бліцтурнірі гросмейстерів із феноменальним результатом 14,5 із 15 (перед Корчним, Балашовим, Карповим, Талем та ін.). У найсильнішому міжнародному бліцтурнірі 1960—1970-х у Нові-Сад 1970 року посів 4-те місце (після Фішера, Таля та Корчного). Гросмейстер Сало Флор 1971 року назвав найсильнішими бліцистами світу Петросяна та Фішера.
Журналістський талант шахіста розкрився під час коментування чемпіонських матчів Ботвинника зі Смисловим (1957 і 1958) і Талем (1960 і 1961) в газеті «Советский спорт». Автор шахових статей у «Правді», «Літературній газеті», «Шахах у СРСР» та інших виданнях.
У 1963—1966 — головний редактор часопису «Шахматная Москва», згодом завдяки його клопотанню, в Москві почав виходити тижневик «64». Петросян майже десять років працював його головним редактором (1968—1977). Написав передмови до кількох книг, виступав із шаховими лекціями по телебаченню.
Хоча Тигран Петросян не вважав себе хорошим тренером через складний характер, був серед керівників дитячої школи товариства «Спартак» у Москві, заснованої 1976 року. Заняття Петросяна відвідував у дитинстві гросмейстер Борис Гельфанд.
Петросян завжди був лояльний до радянської влади, у книзі «КГБ играет в шахматы» (2009) автори пишуть, що гросмейстер співпрацював із КДБ.
З 1958 року — член президії Шахової федерації СРСР. Був головою вищої кваліфікаційної комісії, очолював президію шахової секції ДСТ «Спартак».

### Смерть

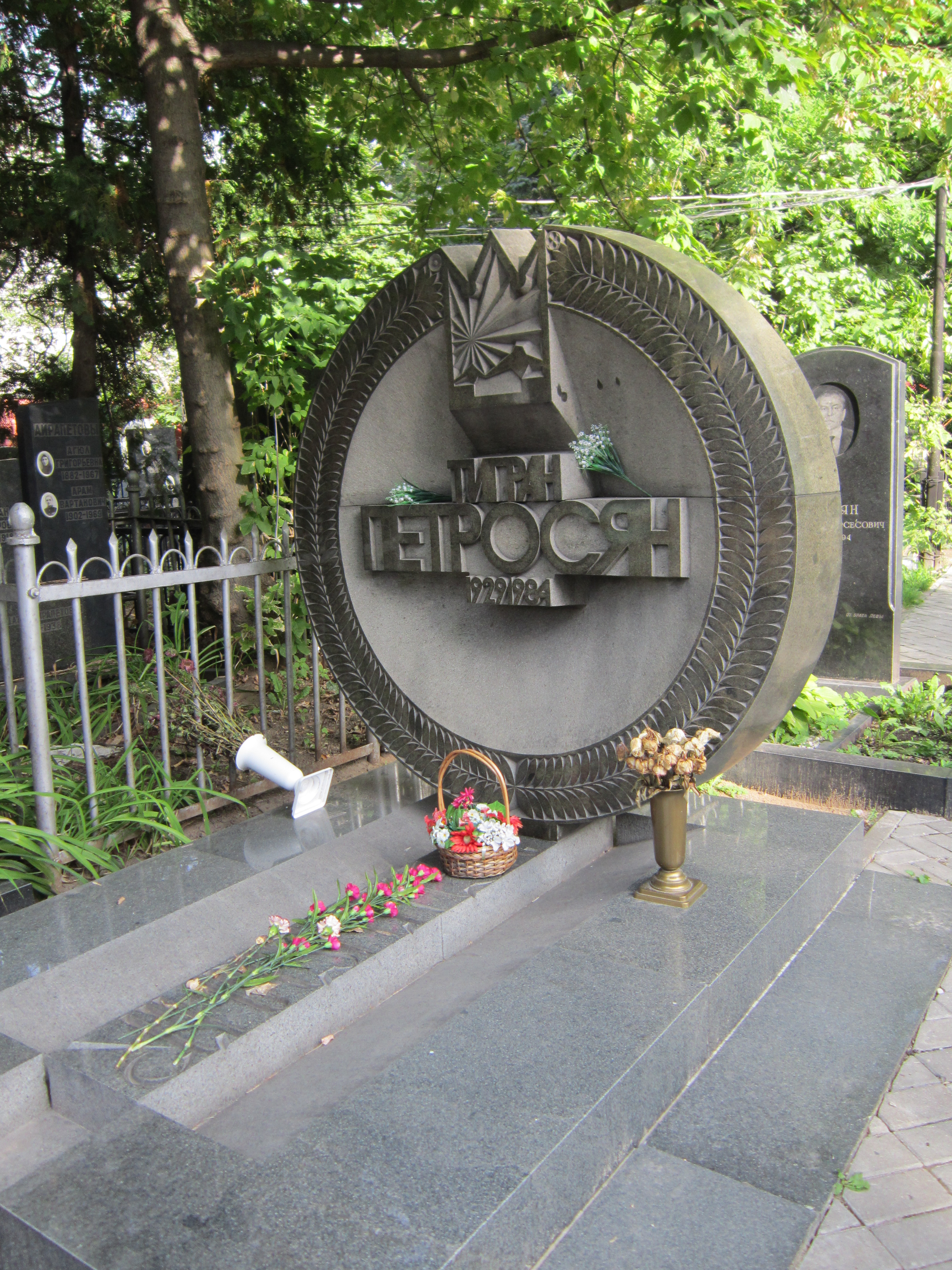
Надгробок на Вірменському кладовищі в Москві

В останні роки почував себе погано, що спричинило погіршення шахових результатів. У грудні 1983 року почав працювати над автобіографією, але стан здоров'я не дозволив її завершити. Лікарі діагностували рак підшлункової залози, гросмейстер переніс дві операції. Помер у лікарні Міністерства шляхів сполучення в Москві 13 серпня 1984 року. Похований на Вірменському кладовищі в Москві поблизу центральної алеї, на ділянці 6/1.

### Особисте життя
У Москві жив на вул. П'ятницькій, 59, згодом — на Кутузовському проспекті. Був невисокого зросту, як і дружина.
Дружина — Рона Яківна (з дому Авінезер), перекладачка з англійської, єврейка, уродженка Києва. Народилася 1923-го, вийшла заміж за Петросяна 1952 року, померла 2003 року, похована на Востряковському кладовищі в Москві. Виховували двох синів. Михайло — старший син, від першого шлюбу Рони; спільний син — Вартан. Рона завжди підтримувала Тиграна й була добрим психологом. Син Михайло згадує, що «…тато зовсім не хотів ставати чемпіоном світу. Його мама примусила». Рона також керувала автомобілем, возила чоловіка, Тигран за кермо майже ніколи не сідав.

## Стиль
Петросяна вважають класиком позиційного стилю гри та майстром оборони. Сучасники називали його найкращим «шаховим захисником» світу. Глибину мислення він поєднував із винятковою інтуїцією, відчуттям позиції, високою тактичною майстерністю та філігранною технікою реалізації. Своїми кумирами називав Німцовича, Капабланку та Рубінштейна.
Як знавець закритих дебютів і любитель замкнутих пішакових структур він намагався не «розкривати свої карти», а спочатку вивідати план суперника на гру. Серед прийомів було, наприклад, не атакувати стрімко за першої ж можливості, а максимально обмежити противника та розвинути свої фігури для отримання вигідного мітельшпілю та ендшпілю. Прославився майстерністю жертвувати матеріал із позиційних міркувань. За довготривалі плюси своєї позиції (краща структура чи відмінні опорні пункти) гросмейстер легко віддавав пішака чи якість, що стало його фірмовим прийомом. Після жертви Петросян грав підкреслено спокійно, не намагаючись одразу відіграти матеріал, а поступово накопичував позиційні плюси й переваги.
Головною проблемою гросмейстера було пасивне ведення боротьби. Через небажання вести активну гру він іноді зводив унічию чи програвав потенційно виграшні партії.
Михайло Ботвинник: «Нападати на його фігури важко: атакувальні фігури просуваються повільно, вони в'язнуть у болоті, яке оточує табір фігур Петросяна. Якщо нарешті вдасться створити небезпечну атаку, то або вже мало часу, або діє втома».
Макс Ейве: «Петросян не тигр, який стрибає на свою здобич, він радше пітон, який душить свою жертву, чи крокодил, який годинами чекає на зручний момент для нанесення вирішального удару».
Був хорошим психологом — Ботвинник і Спаський після чемпіонських матчів із ним визнавали, що їм було складно вивести з рівноваги Петросяна чи передбачити його задуми. Так, Борис Спаський казав: «Перевага Петросяна в тому, що його опоненти ніколи не знають, коли він буде грати як Михайло Таль» (тобто гострокомбінаційно).
Петросян своє творче кредо окреслив так:
|  | Обмеження можливостей суперника, стратегія гри на всій шахівниці, оточення й поступове стискання кільця навколо неприятельського короля |

### Внесок у дебютну теорію
Любитель закритих позицій, увів у практику велику кількість профілактичних, захисних і контратакувальних ходів, які збагатили теорію закритих і напіввідкритих дебютів. На його честь названі:
- система Петросяна-Смислова у захисті Каро-Канн (код B17 згідно з ECO): 1. e4 c6 2. d4 d5 3. Кc3 de 4. К: e4 Кd7;
- варіант Петросяна у варіанті Вінавера французького захисту (C16): 1. e4 e6 2. d4 d5 3. Кc3 Сb4 4. e5 Фd7;
- варіант Харузека (Петросяна) у відмовленому ферзевому гамбіті (D31): 1. d4 d5 2. c4 e6 3. Кc3 Сe7. Здобув популярність після чемпіонату СРСР 1959 року.
- варіант Петросяна в ортодоксальному захисті відмовленого ферзевого гамбіту (D55): 1. d4 d5 2. c4 e6 3. Кc3 Кf6 4. Сg5 Сe7 5. e3 0-0 6. Кf3 h6 7. С: f6 С: f6 8. Тc1 c6 9. Сd3 Кd7 10. 0-0 dc 11. С: c4. Уперше систему застосували у партії чемпіонату Аргентини 1937 року між Ґрау та Ґімаром, а в 1960-х рр. використовували, зокрема Геллер і Глігорич. Загалом, на думку, Якова Нейштадта, становище білих дещо краще[139], але Петросян не зумів перемогти цим варіантом Спаського білими на Спартакіаді 1979 року;
- гамбіт Петросяна в атаці Торре (A46): 1. d4 Кf6 2. Кf3 e6 3. Сg5 c5 4. e3 b6 5. d5! Шахіст обдумував цю ідею ще із 1949—1950 років, але нагода використати його трапилася лише 1958 року проти чехословака Козми на шаховій олімпіаді. Суть варіанту в тому, що в разі продовження 5. … ed 6. Кc3 Сb7 7. К: d5 С: d5 8. С: f6 Ф: f6 9. Ф: d5 білі надійно захоплюють пункт d5, використавши невелику тактичну хитрість: 9. … Ф: b2 10. Тd1![140] Згідно зі сучасними аналізами попередній хід чорних (4. … b6?!) уважають помилковим, натомість рекомендовано 4. … d5, щоб унеможливити хід білих 5. d5[141];
- варіант Бобоцова-Корчного-Петросяна у староіндійському захисті (E81): 1. d4 Кf6 2. c4 g6 3. Кc3 Сg7 4. e4 d6 5. f3 0-0 6. Кge2. Геллер цей хід уважає передчасним (радить 6. Сe3, а тоді 7. Кge2) і таким, що веде до рівної позиції[142];

|   | a | b | c | d | e | f | g | h |   |
| 8 | a8 чорна тура · b8 чорний кінь · c8 чорний слон · d8 чорний ферзь · e8 чорний король · f8 чорний слон · h8 чорна тура · a7 чорний пішак · c7 чорний пішак · d7 чорний пішак · f7 чорний пішак · g7 чорний пішак · h7 чорний пішак · b6 чорний пішак · e6 чорний пішак · f6 чорний кінь · c4 білий пішак · d4 білий пішак · a3 білий пішак · f3 білий кінь · b2 білий пішак · e2 білий пішак · f2 білий пішак · g2 білий пішак · h2 білий пішак · a1 біла тура · b1 білий кінь · c1 білий слон · d1 білий ферзь · e1 білий король · f1 білий слон · h1 біла тура | a8 чорна тура · b8 чорний кінь · c8 чорний слон · d8 чорний ферзь · e8 чорний король · f8 чорний слон · h8 чорна тура · a7 чорний пішак · c7 чорний пішак · d7 чорний пішак · f7 чорний пішак · g7 чорний пішак · h7 чорний пішак · b6 чорний пішак · e6 чорний пішак · f6 чорний кінь · c4 білий пішак · d4 білий пішак · a3 білий пішак · f3 білий кінь · b2 білий пішак · e2 білий пішак · f2 білий пішак · g2 білий пішак · h2 білий пішак · a1 біла тура · b1 білий кінь · c1 білий слон · d1 білий ферзь · e1 білий король · f1 білий слон · h1 біла тура | a8 чорна тура · b8 чорний кінь · c8 чорний слон · d8 чорний ферзь · e8 чорний король · f8 чорний слон · h8 чорна тура · a7 чорний пішак · c7 чорний пішак · d7 чорний пішак · f7 чорний пішак · g7 чорний пішак · h7 чорний пішак · b6 чорний пішак · e6 чорний пішак · f6 чорний кінь · c4 білий пішак · d4 білий пішак · a3 білий пішак · f3 білий кінь · b2 білий пішак · e2 білий пішак · f2 білий пішак · g2 білий пішак · h2 білий пішак · a1 біла тура · b1 білий кінь · c1 білий слон · d1 білий ферзь · e1 білий король · f1 білий слон · h1 біла тура | a8 чорна тура · b8 чорний кінь · c8 чорний слон · d8 чорний ферзь · e8 чорний король · f8 чорний слон · h8 чорна тура · a7 чорний пішак · c7 чорний пішак · d7 чорний пішак · f7 чорний пішак · g7 чорний пішак · h7 чорний пішак · b6 чорний пішак · e6 чорний пішак · f6 чорний кінь · c4 білий пішак · d4 білий пішак · a3 білий пішак · f3 білий кінь · b2 білий пішак · e2 білий пішак · f2 білий пішак · g2 білий пішак · h2 білий пішак · a1 біла тура · b1 білий кінь · c1 білий слон · d1 білий ферзь · e1 білий король · f1 білий слон · h1 біла тура | a8 чорна тура · b8 чорний кінь · c8 чорний слон · d8 чорний ферзь · e8 чорний король · f8 чорний слон · h8 чорна тура · a7 чорний пішак · c7 чорний пішак · d7 чорний пішак · f7 чорний пішак · g7 чорний пішак · h7 чорний пішак · b6 чорний пішак · e6 чорний пішак · f6 чорний кінь · c4 білий пішак · d4 білий пішак · a3 білий пішак · f3 білий кінь · b2 білий пішак · e2 білий пішак · f2 білий пішак · g2 білий пішак · h2 білий пішак · a1 біла тура · b1 білий кінь · c1 білий слон · d1 білий ферзь · e1 білий король · f1 білий слон · h1 біла тура | a8 чорна тура · b8 чорний кінь · c8 чорний слон · d8 чорний ферзь · e8 чорний король · f8 чорний слон · h8 чорна тура · a7 чорний пішак · c7 чорний пішак · d7 чорний пішак · f7 чорний пішак · g7 чорний пішак · h7 чорний пішак · b6 чорний пішак · e6 чорний пішак · f6 чорний кінь · c4 білий пішак · d4 білий пішак · a3 білий пішак · f3 білий кінь · b2 білий пішак · e2 білий пішак · f2 білий пішак · g2 білий пішак · h2 білий пішак · a1 біла тура · b1 білий кінь · c1 білий слон · d1 білий ферзь · e1 білий король · f1 білий слон · h1 біла тура | a8 чорна тура · b8 чорний кінь · c8 чорний слон · d8 чорний ферзь · e8 чорний король · f8 чорний слон · h8 чорна тура · a7 чорний пішак · c7 чорний пішак · d7 чорний пішак · f7 чорний пішак · g7 чорний пішак · h7 чорний пішак · b6 чорний пішак · e6 чорний пішак · f6 чорний кінь · c4 білий пішак · d4 білий пішак · a3 білий пішак · f3 білий кінь · b2 білий пішак · e2 білий пішак · f2 білий пішак · g2 білий пішак · h2 білий пішак · a1 біла тура · b1 білий кінь · c1 білий слон · d1 білий ферзь · e1 білий король · f1 білий слон · h1 біла тура | a8 чорна тура · b8 чорний кінь · c8 чорний слон · d8 чорний ферзь · e8 чорний король · f8 чорний слон · h8 чорна тура · a7 чорний пішак · c7 чорний пішак · d7 чорний пішак · f7 чорний пішак · g7 чорний пішак · h7 чорний пішак · b6 чорний пішак · e6 чорний пішак · f6 чорний кінь · c4 білий пішак · d4 білий пішак · a3 білий пішак · f3 білий кінь · b2 білий пішак · e2 білий пішак · f2 білий пішак · g2 білий пішак · h2 білий пішак · a1 біла тура · b1 білий кінь · c1 білий слон · d1 білий ферзь · e1 білий король · f1 білий слон · h1 біла тура | 8 |
| 7 | a8 чорна тура · b8 чорний кінь · c8 чорний слон · d8 чорний ферзь · e8 чорний король · f8 чорний слон · h8 чорна тура · a7 чорний пішак · c7 чорний пішак · d7 чорний пішак · f7 чорний пішак · g7 чорний пішак · h7 чорний пішак · b6 чорний пішак · e6 чорний пішак · f6 чорний кінь · c4 білий пішак · d4 білий пішак · a3 білий пішак · f3 білий кінь · b2 білий пішак · e2 білий пішак · f2 білий пішак · g2 білий пішак · h2 білий пішак · a1 біла тура · b1 білий кінь · c1 білий слон · d1 білий ферзь · e1 білий король · f1 білий слон · h1 біла тура | a8 чорна тура · b8 чорний кінь · c8 чорний слон · d8 чорний ферзь · e8 чорний король · f8 чорний слон · h8 чорна тура · a7 чорний пішак · c7 чорний пішак · d7 чорний пішак · f7 чорний пішак · g7 чорний пішак · h7 чорний пішак · b6 чорний пішак · e6 чорний пішак · f6 чорний кінь · c4 білий пішак · d4 білий пішак · a3 білий пішак · f3 білий кінь · b2 білий пішак · e2 білий пішак · f2 білий пішак · g2 білий пішак · h2 білий пішак · a1 біла тура · b1 білий кінь · c1 білий слон · d1 білий ферзь · e1 білий король · f1 білий слон · h1 біла тура | a8 чорна тура · b8 чорний кінь · c8 чорний слон · d8 чорний ферзь · e8 чорний король · f8 чорний слон · h8 чорна тура · a7 чорний пішак · c7 чорний пішак · d7 чорний пішак · f7 чорний пішак · g7 чорний пішак · h7 чорний пішак · b6 чорний пішак · e6 чорний пішак · f6 чорний кінь · c4 білий пішак · d4 білий пішак · a3 білий пішак · f3 білий кінь · b2 білий пішак · e2 білий пішак · f2 білий пішак · g2 білий пішак · h2 білий пішак · a1 біла тура · b1 білий кінь · c1 білий слон · d1 білий ферзь · e1 білий король · f1 білий слон · h1 біла тура | a8 чорна тура · b8 чорний кінь · c8 чорний слон · d8 чорний ферзь · e8 чорний король · f8 чорний слон · h8 чорна тура · a7 чорний пішак · c7 чорний пішак · d7 чорний пішак · f7 чорний пішак · g7 чорний пішак · h7 чорний пішак · b6 чорний пішак · e6 чорний пішак · f6 чорний кінь · c4 білий пішак · d4 білий пішак · a3 білий пішак · f3 білий кінь · b2 білий пішак · e2 білий пішак · f2 білий пішак · g2 білий пішак · h2 білий пішак · a1 біла тура · b1 білий кінь · c1 білий слон · d1 білий ферзь · e1 білий король · f1 білий слон · h1 біла тура | a8 чорна тура · b8 чорний кінь · c8 чорний слон · d8 чорний ферзь · e8 чорний король · f8 чорний слон · h8 чорна тура · a7 чорний пішак · c7 чорний пішак · d7 чорний пішак · f7 чорний пішак · g7 чорний пішак · h7 чорний пішак · b6 чорний пішак · e6 чорний пішак · f6 чорний кінь · c4 білий пішак · d4 білий пішак · a3 білий пішак · f3 білий кінь · b2 білий пішак · e2 білий пішак · f2 білий пішак · g2 білий пішак · h2 білий пішак · a1 біла тура · b1 білий кінь · c1 білий слон · d1 білий ферзь · e1 білий король · f1 білий слон · h1 біла тура | a8 чорна тура · b8 чорний кінь · c8 чорний слон · d8 чорний ферзь · e8 чорний король · f8 чорний слон · h8 чорна тура · a7 чорний пішак · c7 чорний пішак · d7 чорний пішак · f7 чорний пішак · g7 чорний пішак · h7 чорний пішак · b6 чорний пішак · e6 чорний пішак · f6 чорний кінь · c4 білий пішак · d4 білий пішак · a3 білий пішак · f3 білий кінь · b2 білий пішак · e2 білий пішак · f2 білий пішак · g2 білий пішак · h2 білий пішак · a1 біла тура · b1 білий кінь · c1 білий слон · d1 білий ферзь · e1 білий король · f1 білий слон · h1 біла тура | a8 чорна тура · b8 чорний кінь · c8 чорний слон · d8 чорний ферзь · e8 чорний король · f8 чорний слон · h8 чорна тура · a7 чорний пішак · c7 чорний пішак · d7 чорний пішак · f7 чорний пішак · g7 чорний пішак · h7 чорний пішак · b6 чорний пішак · e6 чорний пішак · f6 чорний кінь · c4 білий пішак · d4 білий пішак · a3 білий пішак · f3 білий кінь · b2 білий пішак · e2 білий пішак · f2 білий пішак · g2 білий пішак · h2 білий пішак · a1 біла тура · b1 білий кінь · c1 білий слон · d1 білий ферзь · e1 білий король · f1 білий слон · h1 біла тура | a8 чорна тура · b8 чорний кінь · c8 чорний слон · d8 чорний ферзь · e8 чорний король · f8 чорний слон · h8 чорна тура · a7 чорний пішак · c7 чорний пішак · d7 чорний пішак · f7 чорний пішак · g7 чорний пішак · h7 чорний пішак · b6 чорний пішак · e6 чорний пішак · f6 чорний кінь · c4 білий пішак · d4 білий пішак · a3 білий пішак · f3 білий кінь · b2 білий пішак · e2 білий пішак · f2 білий пішак · g2 білий пішак · h2 білий пішак · a1 біла тура · b1 білий кінь · c1 білий слон · d1 білий ферзь · e1 білий король · f1 білий слон · h1 біла тура | 7 |
| 6 | a8 чорна тура · b8 чорний кінь · c8 чорний слон · d8 чорний ферзь · e8 чорний король · f8 чорний слон · h8 чорна тура · a7 чорний пішак · c7 чорний пішак · d7 чорний пішак · f7 чорний пішак · g7 чорний пішак · h7 чорний пішак · b6 чорний пішак · e6 чорний пішак · f6 чорний кінь · c4 білий пішак · d4 білий пішак · a3 білий пішак · f3 білий кінь · b2 білий пішак · e2 білий пішак · f2 білий пішак · g2 білий пішак · h2 білий пішак · a1 біла тура · b1 білий кінь · c1 білий слон · d1 білий ферзь · e1 білий король · f1 білий слон · h1 біла тура | a8 чорна тура · b8 чорний кінь · c8 чорний слон · d8 чорний ферзь · e8 чорний король · f8 чорний слон · h8 чорна тура · a7 чорний пішак · c7 чорний пішак · d7 чорний пішак · f7 чорний пішак · g7 чорний пішак · h7 чорний пішак · b6 чорний пішак · e6 чорний пішак · f6 чорний кінь · c4 білий пішак · d4 білий пішак · a3 білий пішак · f3 білий кінь · b2 білий пішак · e2 білий пішак · f2 білий пішак · g2 білий пішак · h2 білий пішак · a1 біла тура · b1 білий кінь · c1 білий слон · d1 білий ферзь · e1 білий король · f1 білий слон · h1 біла тура | a8 чорна тура · b8 чорний кінь · c8 чорний слон · d8 чорний ферзь · e8 чорний король · f8 чорний слон · h8 чорна тура · a7 чорний пішак · c7 чорний пішак · d7 чорний пішак · f7 чорний пішак · g7 чорний пішак · h7 чорний пішак · b6 чорний пішак · e6 чорний пішак · f6 чорний кінь · c4 білий пішак · d4 білий пішак · a3 білий пішак · f3 білий кінь · b2 білий пішак · e2 білий пішак · f2 білий пішак · g2 білий пішак · h2 білий пішак · a1 біла тура · b1 білий кінь · c1 білий слон · d1 білий ферзь · e1 білий король · f1 білий слон · h1 біла тура | a8 чорна тура · b8 чорний кінь · c8 чорний слон · d8 чорний ферзь · e8 чорний король · f8 чорний слон · h8 чорна тура · a7 чорний пішак · c7 чорний пішак · d7 чорний пішак · f7 чорний пішак · g7 чорний пішак · h7 чорний пішак · b6 чорний пішак · e6 чорний пішак · f6 чорний кінь · c4 білий пішак · d4 білий пішак · a3 білий пішак · f3 білий кінь · b2 білий пішак · e2 білий пішак · f2 білий пішак · g2 білий пішак · h2 білий пішак · a1 біла тура · b1 білий кінь · c1 білий слон · d1 білий ферзь · e1 білий король · f1 білий слон · h1 біла тура | a8 чорна тура · b8 чорний кінь · c8 чорний слон · d8 чорний ферзь · e8 чорний король · f8 чорний слон · h8 чорна тура · a7 чорний пішак · c7 чорний пішак · d7 чорний пішак · f7 чорний пішак · g7 чорний пішак · h7 чорний пішак · b6 чорний пішак · e6 чорний пішак · f6 чорний кінь · c4 білий пішак · d4 білий пішак · a3 білий пішак · f3 білий кінь · b2 білий пішак · e2 білий пішак · f2 білий пішак · g2 білий пішак · h2 білий пішак · a1 біла тура · b1 білий кінь · c1 білий слон · d1 білий ферзь · e1 білий король · f1 білий слон · h1 біла тура | a8 чорна тура · b8 чорний кінь · c8 чорний слон · d8 чорний ферзь · e8 чорний король · f8 чорний слон · h8 чорна тура · a7 чорний пішак · c7 чорний пішак · d7 чорний пішак · f7 чорний пішак · g7 чорний пішак · h7 чорний пішак · b6 чорний пішак · e6 чорний пішак · f6 чорний кінь · c4 білий пішак · d4 білий пішак · a3 білий пішак · f3 білий кінь · b2 білий пішак · e2 білий пішак · f2 білий пішак · g2 білий пішак · h2 білий пішак · a1 біла тура · b1 білий кінь · c1 білий слон · d1 білий ферзь · e1 білий король · f1 білий слон · h1 біла тура | a8 чорна тура · b8 чорний кінь · c8 чорний слон · d8 чорний ферзь · e8 чорний король · f8 чорний слон · h8 чорна тура · a7 чорний пішак · c7 чорний пішак · d7 чорний пішак · f7 чорний пішак · g7 чорний пішак · h7 чорний пішак · b6 чорний пішак · e6 чорний пішак · f6 чорний кінь · c4 білий пішак · d4 білий пішак · a3 білий пішак · f3 білий кінь · b2 білий пішак · e2 білий пішак · f2 білий пішак · g2 білий пішак · h2 білий пішак · a1 біла тура · b1 білий кінь · c1 білий слон · d1 білий ферзь · e1 білий король · f1 білий слон · h1 біла тура | a8 чорна тура · b8 чорний кінь · c8 чорний слон · d8 чорний ферзь · e8 чорний король · f8 чорний слон · h8 чорна тура · a7 чорний пішак · c7 чорний пішак · d7 чорний пішак · f7 чорний пішак · g7 чорний пішак · h7 чорний пішак · b6 чорний пішак · e6 чорний пішак · f6 чорний кінь · c4 білий пішак · d4 білий пішак · a3 білий пішак · f3 білий кінь · b2 білий пішак · e2 білий пішак · f2 білий пішак · g2 білий пішак · h2 білий пішак · a1 біла тура · b1 білий кінь · c1 білий слон · d1 білий ферзь · e1 білий король · f1 білий слон · h1 біла тура | 6 |
| 5 | a8 чорна тура · b8 чорний кінь · c8 чорний слон · d8 чорний ферзь · e8 чорний король · f8 чорний слон · h8 чорна тура · a7 чорний пішак · c7 чорний пішак · d7 чорний пішак · f7 чорний пішак · g7 чорний пішак · h7 чорний пішак · b6 чорний пішак · e6 чорний пішак · f6 чорний кінь · c4 білий пішак · d4 білий пішак · a3 білий пішак · f3 білий кінь · b2 білий пішак · e2 білий пішак · f2 білий пішак · g2 білий пішак · h2 білий пішак · a1 біла тура · b1 білий кінь · c1 білий слон · d1 білий ферзь · e1 білий король · f1 білий слон · h1 біла тура | a8 чорна тура · b8 чорний кінь · c8 чорний слон · d8 чорний ферзь · e8 чорний король · f8 чорний слон · h8 чорна тура · a7 чорний пішак · c7 чорний пішак · d7 чорний пішак · f7 чорний пішак · g7 чорний пішак · h7 чорний пішак · b6 чорний пішак · e6 чорний пішак · f6 чорний кінь · c4 білий пішак · d4 білий пішак · a3 білий пішак · f3 білий кінь · b2 білий пішак · e2 білий пішак · f2 білий пішак · g2 білий пішак · h2 білий пішак · a1 біла тура · b1 білий кінь · c1 білий слон · d1 білий ферзь · e1 білий король · f1 білий слон · h1 біла тура | a8 чорна тура · b8 чорний кінь · c8 чорний слон · d8 чорний ферзь · e8 чорний король · f8 чорний слон · h8 чорна тура · a7 чорний пішак · c7 чорний пішак · d7 чорний пішак · f7 чорний пішак · g7 чорний пішак · h7 чорний пішак · b6 чорний пішак · e6 чорний пішак · f6 чорний кінь · c4 білий пішак · d4 білий пішак · a3 білий пішак · f3 білий кінь · b2 білий пішак · e2 білий пішак · f2 білий пішак · g2 білий пішак · h2 білий пішак · a1 біла тура · b1 білий кінь · c1 білий слон · d1 білий ферзь · e1 білий король · f1 білий слон · h1 біла тура | a8 чорна тура · b8 чорний кінь · c8 чорний слон · d8 чорний ферзь · e8 чорний король · f8 чорний слон · h8 чорна тура · a7 чорний пішак · c7 чорний пішак · d7 чорний пішак · f7 чорний пішак · g7 чорний пішак · h7 чорний пішак · b6 чорний пішак · e6 чорний пішак · f6 чорний кінь · c4 білий пішак · d4 білий пішак · a3 білий пішак · f3 білий кінь · b2 білий пішак · e2 білий пішак · f2 білий пішак · g2 білий пішак · h2 білий пішак · a1 біла тура · b1 білий кінь · c1 білий слон · d1 білий ферзь · e1 білий король · f1 білий слон · h1 біла тура | a8 чорна тура · b8 чорний кінь · c8 чорний слон · d8 чорний ферзь · e8 чорний король · f8 чорний слон · h8 чорна тура · a7 чорний пішак · c7 чорний пішак · d7 чорний пішак · f7 чорний пішак · g7 чорний пішак · h7 чорний пішак · b6 чорний пішак · e6 чорний пішак · f6 чорний кінь · c4 білий пішак · d4 білий пішак · a3 білий пішак · f3 білий кінь · b2 білий пішак · e2 білий пішак · f2 білий пішак · g2 білий пішак · h2 білий пішак · a1 біла тура · b1 білий кінь · c1 білий слон · d1 білий ферзь · e1 білий король · f1 білий слон · h1 біла тура | a8 чорна тура · b8 чорний кінь · c8 чорний слон · d8 чорний ферзь · e8 чорний король · f8 чорний слон · h8 чорна тура · a7 чорний пішак · c7 чорний пішак · d7 чорний пішак · f7 чорний пішак · g7 чорний пішак · h7 чорний пішак · b6 чорний пішак · e6 чорний пішак · f6 чорний кінь · c4 білий пішак · d4 білий пішак · a3 білий пішак · f3 білий кінь · b2 білий пішак · e2 білий пішак · f2 білий пішак · g2 білий пішак · h2 білий пішак · a1 біла тура · b1 білий кінь · c1 білий слон · d1 білий ферзь · e1 білий король · f1 білий слон · h1 біла тура | a8 чорна тура · b8 чорний кінь · c8 чорний слон · d8 чорний ферзь · e8 чорний король · f8 чорний слон · h8 чорна тура · a7 чорний пішак · c7 чорний пішак · d7 чорний пішак · f7 чорний пішак · g7 чорний пішак · h7 чорний пішак · b6 чорний пішак · e6 чорний пішак · f6 чорний кінь · c4 білий пішак · d4 білий пішак · a3 білий пішак · f3 білий кінь · b2 білий пішак · e2 білий пішак · f2 білий пішак · g2 білий пішак · h2 білий пішак · a1 біла тура · b1 білий кінь · c1 білий слон · d1 білий ферзь · e1 білий король · f1 білий слон · h1 біла тура | a8 чорна тура · b8 чорний кінь · c8 чорний слон · d8 чорний ферзь · e8 чорний король · f8 чорний слон · h8 чорна тура · a7 чорний пішак · c7 чорний пішак · d7 чорний пішак · f7 чорний пішак · g7 чорний пішак · h7 чорний пішак · b6 чорний пішак · e6 чорний пішак · f6 чорний кінь · c4 білий пішак · d4 білий пішак · a3 білий пішак · f3 білий кінь · b2 білий пішак · e2 білий пішак · f2 білий пішак · g2 білий пішак · h2 білий пішак · a1 біла тура · b1 білий кінь · c1 білий слон · d1 білий ферзь · e1 білий король · f1 білий слон · h1 біла тура | 5 |
| 4 | a8 чорна тура · b8 чорний кінь · c8 чорний слон · d8 чорний ферзь · e8 чорний король · f8 чорний слон · h8 чорна тура · a7 чорний пішак · c7 чорний пішак · d7 чорний пішак · f7 чорний пішак · g7 чорний пішак · h7 чорний пішак · b6 чорний пішак · e6 чорний пішак · f6 чорний кінь · c4 білий пішак · d4 білий пішак · a3 білий пішак · f3 білий кінь · b2 білий пішак · e2 білий пішак · f2 білий пішак · g2 білий пішак · h2 білий пішак · a1 біла тура · b1 білий кінь · c1 білий слон · d1 білий ферзь · e1 білий король · f1 білий слон · h1 біла тура | a8 чорна тура · b8 чорний кінь · c8 чорний слон · d8 чорний ферзь · e8 чорний король · f8 чорний слон · h8 чорна тура · a7 чорний пішак · c7 чорний пішак · d7 чорний пішак · f7 чорний пішак · g7 чорний пішак · h7 чорний пішак · b6 чорний пішак · e6 чорний пішак · f6 чорний кінь · c4 білий пішак · d4 білий пішак · a3 білий пішак · f3 білий кінь · b2 білий пішак · e2 білий пішак · f2 білий пішак · g2 білий пішак · h2 білий пішак · a1 біла тура · b1 білий кінь · c1 білий слон · d1 білий ферзь · e1 білий король · f1 білий слон · h1 біла тура | a8 чорна тура · b8 чорний кінь · c8 чорний слон · d8 чорний ферзь · e8 чорний король · f8 чорний слон · h8 чорна тура · a7 чорний пішак · c7 чорний пішак · d7 чорний пішак · f7 чорний пішак · g7 чорний пішак · h7 чорний пішак · b6 чорний пішак · e6 чорний пішак · f6 чорний кінь · c4 білий пішак · d4 білий пішак · a3 білий пішак · f3 білий кінь · b2 білий пішак · e2 білий пішак · f2 білий пішак · g2 білий пішак · h2 білий пішак · a1 біла тура · b1 білий кінь · c1 білий слон · d1 білий ферзь · e1 білий король · f1 білий слон · h1 біла тура | a8 чорна тура · b8 чорний кінь · c8 чорний слон · d8 чорний ферзь · e8 чорний король · f8 чорний слон · h8 чорна тура · a7 чорний пішак · c7 чорний пішак · d7 чорний пішак · f7 чорний пішак · g7 чорний пішак · h7 чорний пішак · b6 чорний пішак · e6 чорний пішак · f6 чорний кінь · c4 білий пішак · d4 білий пішак · a3 білий пішак · f3 білий кінь · b2 білий пішак · e2 білий пішак · f2 білий пішак · g2 білий пішак · h2 білий пішак · a1 біла тура · b1 білий кінь · c1 білий слон · d1 білий ферзь · e1 білий король · f1 білий слон · h1 біла тура | a8 чорна тура · b8 чорний кінь · c8 чорний слон · d8 чорний ферзь · e8 чорний король · f8 чорний слон · h8 чорна тура · a7 чорний пішак · c7 чорний пішак · d7 чорний пішак · f7 чорний пішак · g7 чорний пішак · h7 чорний пішак · b6 чорний пішак · e6 чорний пішак · f6 чорний кінь · c4 білий пішак · d4 білий пішак · a3 білий пішак · f3 білий кінь · b2 білий пішак · e2 білий пішак · f2 білий пішак · g2 білий пішак · h2 білий пішак · a1 біла тура · b1 білий кінь · c1 білий слон · d1 білий ферзь · e1 білий король · f1 білий слон · h1 біла тура | a8 чорна тура · b8 чорний кінь · c8 чорний слон · d8 чорний ферзь · e8 чорний король · f8 чорний слон · h8 чорна тура · a7 чорний пішак · c7 чорний пішак · d7 чорний пішак · f7 чорний пішак · g7 чорний пішак · h7 чорний пішак · b6 чорний пішак · e6 чорний пішак · f6 чорний кінь · c4 білий пішак · d4 білий пішак · a3 білий пішак · f3 білий кінь · b2 білий пішак · e2 білий пішак · f2 білий пішак · g2 білий пішак · h2 білий пішак · a1 біла тура · b1 білий кінь · c1 білий слон · d1 білий ферзь · e1 білий король · f1 білий слон · h1 біла тура | a8 чорна тура · b8 чорний кінь · c8 чорний слон · d8 чорний ферзь · e8 чорний король · f8 чорний слон · h8 чорна тура · a7 чорний пішак · c7 чорний пішак · d7 чорний пішак · f7 чорний пішак · g7 чорний пішак · h7 чорний пішак · b6 чорний пішак · e6 чорний пішак · f6 чорний кінь · c4 білий пішак · d4 білий пішак · a3 білий пішак · f3 білий кінь · b2 білий пішак · e2 білий пішак · f2 білий пішак · g2 білий пішак · h2 білий пішак · a1 біла тура · b1 білий кінь · c1 білий слон · d1 білий ферзь · e1 білий король · f1 білий слон · h1 біла тура | a8 чорна тура · b8 чорний кінь · c8 чорний слон · d8 чорний ферзь · e8 чорний король · f8 чорний слон · h8 чорна тура · a7 чорний пішак · c7 чорний пішак · d7 чорний пішак · f7 чорний пішак · g7 чорний пішак · h7 чорний пішак · b6 чорний пішак · e6 чорний пішак · f6 чорний кінь · c4 білий пішак · d4 білий пішак · a3 білий пішак · f3 білий кінь · b2 білий пішак · e2 білий пішак · f2 білий пішак · g2 білий пішак · h2 білий пішак · a1 біла тура · b1 білий кінь · c1 білий слон · d1 білий ферзь · e1 білий король · f1 білий слон · h1 біла тура | 4 |
| 3 | a8 чорна тура · b8 чорний кінь · c8 чорний слон · d8 чорний ферзь · e8 чорний король · f8 чорний слон · h8 чорна тура · a7 чорний пішак · c7 чорний пішак · d7 чорний пішак · f7 чорний пішак · g7 чорний пішак · h7 чорний пішак · b6 чорний пішак · e6 чорний пішак · f6 чорний кінь · c4 білий пішак · d4 білий пішак · a3 білий пішак · f3 білий кінь · b2 білий пішак · e2 білий пішак · f2 білий пішак · g2 білий пішак · h2 білий пішак · a1 біла тура · b1 білий кінь · c1 білий слон · d1 білий ферзь · e1 білий король · f1 білий слон · h1 біла тура | a8 чорна тура · b8 чорний кінь · c8 чорний слон · d8 чорний ферзь · e8 чорний король · f8 чорний слон · h8 чорна тура · a7 чорний пішак · c7 чорний пішак · d7 чорний пішак · f7 чорний пішак · g7 чорний пішак · h7 чорний пішак · b6 чорний пішак · e6 чорний пішак · f6 чорний кінь · c4 білий пішак · d4 білий пішак · a3 білий пішак · f3 білий кінь · b2 білий пішак · e2 білий пішак · f2 білий пішак · g2 білий пішак · h2 білий пішак · a1 біла тура · b1 білий кінь · c1 білий слон · d1 білий ферзь · e1 білий король · f1 білий слон · h1 біла тура | a8 чорна тура · b8 чорний кінь · c8 чорний слон · d8 чорний ферзь · e8 чорний король · f8 чорний слон · h8 чорна тура · a7 чорний пішак · c7 чорний пішак · d7 чорний пішак · f7 чорний пішак · g7 чорний пішак · h7 чорний пішак · b6 чорний пішак · e6 чорний пішак · f6 чорний кінь · c4 білий пішак · d4 білий пішак · a3 білий пішак · f3 білий кінь · b2 білий пішак · e2 білий пішак · f2 білий пішак · g2 білий пішак · h2 білий пішак · a1 біла тура · b1 білий кінь · c1 білий слон · d1 білий ферзь · e1 білий король · f1 білий слон · h1 біла тура | a8 чорна тура · b8 чорний кінь · c8 чорний слон · d8 чорний ферзь · e8 чорний король · f8 чорний слон · h8 чорна тура · a7 чорний пішак · c7 чорний пішак · d7 чорний пішак · f7 чорний пішак · g7 чорний пішак · h7 чорний пішак · b6 чорний пішак · e6 чорний пішак · f6 чорний кінь · c4 білий пішак · d4 білий пішак · a3 білий пішак · f3 білий кінь · b2 білий пішак · e2 білий пішак · f2 білий пішак · g2 білий пішак · h2 білий пішак · a1 біла тура · b1 білий кінь · c1 білий слон · d1 білий ферзь · e1 білий король · f1 білий слон · h1 біла тура | a8 чорна тура · b8 чорний кінь · c8 чорний слон · d8 чорний ферзь · e8 чорний король · f8 чорний слон · h8 чорна тура · a7 чорний пішак · c7 чорний пішак · d7 чорний пішак · f7 чорний пішак · g7 чорний пішак · h7 чорний пішак · b6 чорний пішак · e6 чорний пішак · f6 чорний кінь · c4 білий пішак · d4 білий пішак · a3 білий пішак · f3 білий кінь · b2 білий пішак · e2 білий пішак · f2 білий пішак · g2 білий пішак · h2 білий пішак · a1 біла тура · b1 білий кінь · c1 білий слон · d1 білий ферзь · e1 білий король · f1 білий слон · h1 біла тура | a8 чорна тура · b8 чорний кінь · c8 чорний слон · d8 чорний ферзь · e8 чорний король · f8 чорний слон · h8 чорна тура · a7 чорний пішак · c7 чорний пішак · d7 чорний пішак · f7 чорний пішак · g7 чорний пішак · h7 чорний пішак · b6 чорний пішак · e6 чорний пішак · f6 чорний кінь · c4 білий пішак · d4 білий пішак · a3 білий пішак · f3 білий кінь · b2 білий пішак · e2 білий пішак · f2 білий пішак · g2 білий пішак · h2 білий пішак · a1 біла тура · b1 білий кінь · c1 білий слон · d1 білий ферзь · e1 білий король · f1 білий слон · h1 біла тура | a8 чорна тура · b8 чорний кінь · c8 чорний слон · d8 чорний ферзь · e8 чорний король · f8 чорний слон · h8 чорна тура · a7 чорний пішак · c7 чорний пішак · d7 чорний пішак · f7 чорний пішак · g7 чорний пішак · h7 чорний пішак · b6 чорний пішак · e6 чорний пішак · f6 чорний кінь · c4 білий пішак · d4 білий пішак · a3 білий пішак · f3 білий кінь · b2 білий пішак · e2 білий пішак · f2 білий пішак · g2 білий пішак · h2 білий пішак · a1 біла тура · b1 білий кінь · c1 білий слон · d1 білий ферзь · e1 білий король · f1 білий слон · h1 біла тура | a8 чорна тура · b8 чорний кінь · c8 чорний слон · d8 чорний ферзь · e8 чорний король · f8 чорний слон · h8 чорна тура · a7 чорний пішак · c7 чорний пішак · d7 чорний пішак · f7 чорний пішак · g7 чорний пішак · h7 чорний пішак · b6 чорний пішак · e6 чорний пішак · f6 чорний кінь · c4 білий пішак · d4 білий пішак · a3 білий пішак · f3 білий кінь · b2 білий пішак · e2 білий пішак · f2 білий пішак · g2 білий пішак · h2 білий пішак · a1 біла тура · b1 білий кінь · c1 білий слон · d1 білий ферзь · e1 білий король · f1 білий слон · h1 біла тура | 3 |
| 2 | a8 чорна тура · b8 чорний кінь · c8 чорний слон · d8 чорний ферзь · e8 чорний король · f8 чорний слон · h8 чорна тура · a7 чорний пішак · c7 чорний пішак · d7 чорний пішак · f7 чорний пішак · g7 чорний пішак · h7 чорний пішак · b6 чорний пішак · e6 чорний пішак · f6 чорний кінь · c4 білий пішак · d4 білий пішак · a3 білий пішак · f3 білий кінь · b2 білий пішак · e2 білий пішак · f2 білий пішак · g2 білий пішак · h2 білий пішак · a1 біла тура · b1 білий кінь · c1 білий слон · d1 білий ферзь · e1 білий король · f1 білий слон · h1 біла тура | a8 чорна тура · b8 чорний кінь · c8 чорний слон · d8 чорний ферзь · e8 чорний король · f8 чорний слон · h8 чорна тура · a7 чорний пішак · c7 чорний пішак · d7 чорний пішак · f7 чорний пішак · g7 чорний пішак · h7 чорний пішак · b6 чорний пішак · e6 чорний пішак · f6 чорний кінь · c4 білий пішак · d4 білий пішак · a3 білий пішак · f3 білий кінь · b2 білий пішак · e2 білий пішак · f2 білий пішак · g2 білий пішак · h2 білий пішак · a1 біла тура · b1 білий кінь · c1 білий слон · d1 білий ферзь · e1 білий король · f1 білий слон · h1 біла тура | a8 чорна тура · b8 чорний кінь · c8 чорний слон · d8 чорний ферзь · e8 чорний король · f8 чорний слон · h8 чорна тура · a7 чорний пішак · c7 чорний пішак · d7 чорний пішак · f7 чорний пішак · g7 чорний пішак · h7 чорний пішак · b6 чорний пішак · e6 чорний пішак · f6 чорний кінь · c4 білий пішак · d4 білий пішак · a3 білий пішак · f3 білий кінь · b2 білий пішак · e2 білий пішак · f2 білий пішак · g2 білий пішак · h2 білий пішак · a1 біла тура · b1 білий кінь · c1 білий слон · d1 білий ферзь · e1 білий король · f1 білий слон · h1 біла тура | a8 чорна тура · b8 чорний кінь · c8 чорний слон · d8 чорний ферзь · e8 чорний король · f8 чорний слон · h8 чорна тура · a7 чорний пішак · c7 чорний пішак · d7 чорний пішак · f7 чорний пішак · g7 чорний пішак · h7 чорний пішак · b6 чорний пішак · e6 чорний пішак · f6 чорний кінь · c4 білий пішак · d4 білий пішак · a3 білий пішак · f3 білий кінь · b2 білий пішак · e2 білий пішак · f2 білий пішак · g2 білий пішак · h2 білий пішак · a1 біла тура · b1 білий кінь · c1 білий слон · d1 білий ферзь · e1 білий король · f1 білий слон · h1 біла тура | a8 чорна тура · b8 чорний кінь · c8 чорний слон · d8 чорний ферзь · e8 чорний король · f8 чорний слон · h8 чорна тура · a7 чорний пішак · c7 чорний пішак · d7 чорний пішак · f7 чорний пішак · g7 чорний пішак · h7 чорний пішак · b6 чорний пішак · e6 чорний пішак · f6 чорний кінь · c4 білий пішак · d4 білий пішак · a3 білий пішак · f3 білий кінь · b2 білий пішак · e2 білий пішак · f2 білий пішак · g2 білий пішак · h2 білий пішак · a1 біла тура · b1 білий кінь · c1 білий слон · d1 білий ферзь · e1 білий король · f1 білий слон · h1 біла тура | a8 чорна тура · b8 чорний кінь · c8 чорний слон · d8 чорний ферзь · e8 чорний король · f8 чорний слон · h8 чорна тура · a7 чорний пішак · c7 чорний пішак · d7 чорний пішак · f7 чорний пішак · g7 чорний пішак · h7 чорний пішак · b6 чорний пішак · e6 чорний пішак · f6 чорний кінь · c4 білий пішак · d4 білий пішак · a3 білий пішак · f3 білий кінь · b2 білий пішак · e2 білий пішак · f2 білий пішак · g2 білий пішак · h2 білий пішак · a1 біла тура · b1 білий кінь · c1 білий слон · d1 білий ферзь · e1 білий король · f1 білий слон · h1 біла тура | a8 чорна тура · b8 чорний кінь · c8 чорний слон · d8 чорний ферзь · e8 чорний король · f8 чорний слон · h8 чорна тура · a7 чорний пішак · c7 чорний пішак · d7 чорний пішак · f7 чорний пішак · g7 чорний пішак · h7 чорний пішак · b6 чорний пішак · e6 чорний пішак · f6 чорний кінь · c4 білий пішак · d4 білий пішак · a3 білий пішак · f3 білий кінь · b2 білий пішак · e2 білий пішак · f2 білий пішак · g2 білий пішак · h2 білий пішак · a1 біла тура · b1 білий кінь · c1 білий слон · d1 білий ферзь · e1 білий король · f1 білий слон · h1 біла тура | a8 чорна тура · b8 чорний кінь · c8 чорний слон · d8 чорний ферзь · e8 чорний король · f8 чорний слон · h8 чорна тура · a7 чорний пішак · c7 чорний пішак · d7 чорний пішак · f7 чорний пішак · g7 чорний пішак · h7 чорний пішак · b6 чорний пішак · e6 чорний пішак · f6 чорний кінь · c4 білий пішак · d4 білий пішак · a3 білий пішак · f3 білий кінь · b2 білий пішак · e2 білий пішак · f2 білий пішак · g2 білий пішак · h2 білий пішак · a1 біла тура · b1 білий кінь · c1 білий слон · d1 білий ферзь · e1 білий король · f1 білий слон · h1 біла тура | 2 |
| 1 | a8 чорна тура · b8 чорний кінь · c8 чорний слон · d8 чорний ферзь · e8 чорний король · f8 чорний слон · h8 чорна тура · a7 чорний пішак · c7 чорний пішак · d7 чорний пішак · f7 чорний пішак · g7 чорний пішак · h7 чорний пішак · b6 чорний пішак · e6 чорний пішак · f6 чорний кінь · c4 білий пішак · d4 білий пішак · a3 білий пішак · f3 білий кінь · b2 білий пішак · e2 білий пішак · f2 білий пішак · g2 білий пішак · h2 білий пішак · a1 біла тура · b1 білий кінь · c1 білий слон · d1 білий ферзь · e1 білий король · f1 білий слон · h1 біла тура | a8 чорна тура · b8 чорний кінь · c8 чорний слон · d8 чорний ферзь · e8 чорний король · f8 чорний слон · h8 чорна тура · a7 чорний пішак · c7 чорний пішак · d7 чорний пішак · f7 чорний пішак · g7 чорний пішак · h7 чорний пішак · b6 чорний пішак · e6 чорний пішак · f6 чорний кінь · c4 білий пішак · d4 білий пішак · a3 білий пішак · f3 білий кінь · b2 білий пішак · e2 білий пішак · f2 білий пішак · g2 білий пішак · h2 білий пішак · a1 біла тура · b1 білий кінь · c1 білий слон · d1 білий ферзь · e1 білий король · f1 білий слон · h1 біла тура | a8 чорна тура · b8 чорний кінь · c8 чорний слон · d8 чорний ферзь · e8 чорний король · f8 чорний слон · h8 чорна тура · a7 чорний пішак · c7 чорний пішак · d7 чорний пішак · f7 чорний пішак · g7 чорний пішак · h7 чорний пішак · b6 чорний пішак · e6 чорний пішак · f6 чорний кінь · c4 білий пішак · d4 білий пішак · a3 білий пішак · f3 білий кінь · b2 білий пішак · e2 білий пішак · f2 білий пішак · g2 білий пішак · h2 білий пішак · a1 біла тура · b1 білий кінь · c1 білий слон · d1 білий ферзь · e1 білий король · f1 білий слон · h1 біла тура | a8 чорна тура · b8 чорний кінь · c8 чорний слон · d8 чорний ферзь · e8 чорний король · f8 чорний слон · h8 чорна тура · a7 чорний пішак · c7 чорний пішак · d7 чорний пішак · f7 чорний пішак · g7 чорний пішак · h7 чорний пішак · b6 чорний пішак · e6 чорний пішак · f6 чорний кінь · c4 білий пішак · d4 білий пішак · a3 білий пішак · f3 білий кінь · b2 білий пішак · e2 білий пішак · f2 білий пішак · g2 білий пішак · h2 білий пішак · a1 біла тура · b1 білий кінь · c1 білий слон · d1 білий ферзь · e1 білий король · f1 білий слон · h1 біла тура | a8 чорна тура · b8 чорний кінь · c8 чорний слон · d8 чорний ферзь · e8 чорний король · f8 чорний слон · h8 чорна тура · a7 чорний пішак · c7 чорний пішак · d7 чорний пішак · f7 чорний пішак · g7 чорний пішак · h7 чорний пішак · b6 чорний пішак · e6 чорний пішак · f6 чорний кінь · c4 білий пішак · d4 білий пішак · a3 білий пішак · f3 білий кінь · b2 білий пішак · e2 білий пішак · f2 білий пішак · g2 білий пішак · h2 білий пішак · a1 біла тура · b1 білий кінь · c1 білий слон · d1 білий ферзь · e1 білий король · f1 білий слон · h1 біла тура | a8 чорна тура · b8 чорний кінь · c8 чорний слон · d8 чорний ферзь · e8 чорний король · f8 чорний слон · h8 чорна тура · a7 чорний пішак · c7 чорний пішак · d7 чорний пішак · f7 чорний пішак · g7 чорний пішак · h7 чорний пішак · b6 чорний пішак · e6 чорний пішак · f6 чорний кінь · c4 білий пішак · d4 білий пішак · a3 білий пішак · f3 білий кінь · b2 білий пішак · e2 білий пішак · f2 білий пішак · g2 білий пішак · h2 білий пішак · a1 біла тура · b1 білий кінь · c1 білий слон · d1 білий ферзь · e1 білий король · f1 білий слон · h1 біла тура | a8 чорна тура · b8 чорний кінь · c8 чорний слон · d8 чорний ферзь · e8 чорний король · f8 чорний слон · h8 чорна тура · a7 чорний пішак · c7 чорний пішак · d7 чорний пішак · f7 чорний пішак · g7 чорний пішак · h7 чорний пішак · b6 чорний пішак · e6 чорний пішак · f6 чорний кінь · c4 білий пішак · d4 білий пішак · a3 білий пішак · f3 білий кінь · b2 білий пішак · e2 білий пішак · f2 білий пішак · g2 білий пішак · h2 білий пішак · a1 біла тура · b1 білий кінь · c1 білий слон · d1 білий ферзь · e1 білий король · f1 білий слон · h1 біла тура | a8 чорна тура · b8 чорний кінь · c8 чорний слон · d8 чорний ферзь · e8 чорний король · f8 чорний слон · h8 чорна тура · a7 чорний пішак · c7 чорний пішак · d7 чорний пішак · f7 чорний пішак · g7 чорний пішак · h7 чорний пішак · b6 чорний пішак · e6 чорний пішак · f6 чорний кінь · c4 білий пішак · d4 білий пішак · a3 білий пішак · f3 білий кінь · b2 білий пішак · e2 білий пішак · f2 білий пішак · g2 білий пішак · h2 білий пішак · a1 біла тура · b1 білий кінь · c1 білий слон · d1 білий ферзь · e1 білий король · f1 білий слон · h1 біла тура | 1 |
|   | a | b | c | d | e | f | g | h |   |

- система Петросяна у староіндійському захисті (E92): 1. d4 Кf6 2. c4 g6 3. Кc3 Сg7 4. e4 d6 5. Кf3 0-0 6. Сe2 e5 7. d5 Юхим Геллер у книзі «Староиндийская защита» (Москва, 1980) описав позицію так: «Одразу закривши центр, білі одразу визначають подальший перебіг боротьби. Пішакова структура сприятлива для їхнього наступу на ферзевому фланзі, а чорні повинні шукати контргру на протилежній ділянці шахівниці. При цьому слід зазначити, що настільки ранню стабілізацію центру чорні мають вважати певним досягненням. У них з'являється можливість тимчасово зайняти пункт c5, щоб загальмувати атаку білих на ферзевому фланзі, а також підготувати традиційну контргру з f7-f5»[143]. Далі незалежно від відповіді чорних (7. … a5, 7. … c5, 7. … Кbd7, чи 7. … Кa6) Петросян пропонував 8. Сg5, щоб перешкодити контрудару f7-f5[144];
- система Петросяна в новоіндійському захисті (E12): 1. d4 Кf6 2. c4 e6 3. Кf3 b6 4. a3. Юхим Геллер у книзі «Новоиндийская защита» (Москва, 1981) присвятив окремий розділ варіантам цієї системи й написав: «Білі попереджують випад слона на b4 для зв'язки коня c3 і збираються у випадку 4. … Сb7 5. Кc3 Сe7 здійснити рух d4-d5, обмеживши радіус дії фіанкетованого слона b7 і перешкоджаючи розвитку ферзевого флангу. Усе ж хід недостатньо активний і чорні точною грою можуть зрівняти шанси»[145];
- варіант Каспарова-Петросяна в новоіндійському захисті, який запропонував Петросян, а потім розвинув Каспаров (E12): 1. d4 Кf6 2. c4 e6 3. Кf3 b6 4. Кc3 Сb7 5. a3;
- атака Петросяна у варіанті Каспарова-Петросяна новоіндійського захисту (E12): 1. d4 Кf6 2. c4 e6 3. Кf3 b6 4. Кc3 Сb7 5. a3 d5 6. cd К: d5 7. e3. Уперше застосував цей хід у чемпіонаті СРСР в січні-лютому 1961 року в партії проти Смислова;
- система Петросяна в захисті Ґрюнфельда (D91): 1. d4 Кf6 2. c4 g6 3. Кc3 d5 4. Кf3 Сg7 5. Сg5;
- система Петросяна в захисті Беноні (A56): 1. d4 Кf6 2. c4 c5 3. d5 e5. Це малопопулярне до 1950-х років продовження застосовували Віра Менчик і радянський майстер Віктор Люблінський. Увійшло до турнірної практики у 1954—1955 роках, коли цей хід почав використовувати Тигран Петросян.
- варіант Петросяна в системі «стоунволл» голландського захисту: 1. d4 f5 2. c4 Кf6 3. g3 e6 4. Сg2 Сe7 5. Кf3 0-0 6. 0-0 d5 7. Кbd2 c6 8. Фd2 Фe8 9. Кe5 Кbd7 10. Кd3 Кe4 11. Кf3[146]

Для його дебютного репертуару білими також характерний англійський початок (1. c4), а чорними — захист Робача (1. e4(d4) g6 2. d4(e4) Сg7).

## Захоплення, хобі
Любив музику різних стилів — класичну (улюблені композитори — Чайковський, Верді, Вагнер), джаз, поп. Колекціонував платівки, цікавився музичною апаратурою, кіно- та фотозніманням. Коли відпочивав у кабінеті на дачі, знімав свій слуховий апарат і вмикав на всю гучність музику. Був відданим уболівальником футбольної та хокейної команд московського «Спартака». Грав у нарди і настільний теніс. Улюблений письменник — Михайло Лермонтов, улюблена кіноакторка — Наталі Вуд.
Хоча подружжя мало двокімнатну квартиру в столиці, але Петросянові було більше до вподоби жити на підмосковній дачі в селищі Барвиха. Любив садівництво, охоче порався на дачних грядках.
Закінчив Єреванський педагогічний інститут ім. В. Я. Брюсова. 1968 року в Єреванському державному університеті під керівництвом академіка Георга Брутяна захистив дисертацію на здобуття наукового ступеня кандидата філософських наук за темою «Деякі проблеми логіки шахового мислення» (рос. Некоторые проблемы логики шахматного мышления). Того самого року видав у Єревані книгу вірменською мовою «Шахи та філософія» (Շախմատը և փիլիսոփայությունը).

## Відомі партії
Хоча Петросян зіграв сотні партій із найсильнішими шахістами, деякі з них уважаються класичними взірцями його сили та стилю гри. Вибрано кілька переможних партій проти провідних гравців, які виділяв сам гросмейстер (вони ввійшли до збірки його партій) і які були неодноразово передруковані в шахових виданнях.
- Фішер — Петросян, турнір претендентів, Блед — Загреб — Белград, 1959. Друга зустріч за шахівницею американського вундеркінда та вже досвідченого радянського шахіста. Петросян володів ініціативою всю гру, поступово нарощував перевагу, змусивши Фішера здатися в ендшпілі.
- Петросян — Ботвинник, 5-та партія матчу на першість світу, Москва, 1963. Перша перемога Петросяна над Ботвинником в офіційних зустрічах дозволила йому зрівняти рахунок матчу за титул чемпіона світу. Тигран Петросян у цій партії випробував недооцінений раніше варіант у захисті Ґрюнфельда, а в мітельшпілі несподіваним ходом пішака загострив гру, вигравши пішака та відкривши лінію «c».
- Петросян — Спаський, 10-та партія матчу на першість світу, Москва, 1966. Визнана другою найкращою партією півріччя за версією журналу «Šahovski informator». Класична «петросянівська» гра, спрямована на обмеження позиції суперника — чорні, попри значну матеріальну перевагу, беззахисні й замкнені у своєму таборі.
- Полугаєвський — Петросян, 1-ша партія матчу за звання чемпіона СРСР, Москва, 1970. Чорні захопили центр, обмежили можливості білих фігур і перевели гру у виграшне закінчення. Увійшла до десятки найкращих партій півріччя за версією журналу «Šahovski informator».
- Петросян — Корчной, 9-та партія півфінального матчу претендентів, Москва, 1971. Петросян звично для себе пасивно розігрує дебют, не квапиться з атакою, вичікує помилок суперника і різко кількома точними ходами в середині гри прориває оборону чорних. Визнана третьою найкращою партією півріччя за версією журналу «Šahovski informator».
- Петросян — Фішер, 2-га партія фінального матчу претендентів, Буенос-Айрес, 1971. Єдина поразка майбутнього чемпіона світу Роберта Фішера за всі три претендентські матчі 1971 року. Радянський шахіст блискуче провів партію й використав нагоди від неточних ходів американця. Друга найкраща партія півріччя за версією журналу «Šahovski informator».
- Каспаров — Петросян, Москва, 1981. Партія з чемпіоном світу серед юнаків 17-річним Гаррі Каспаровим, який став одним із призерів московського турніру, а через кілька років здобув титул чемпіона світу серед чоловіків. У ній довший час Петросян оборонявся, доки на 35-му ході Каспаров не зробив грубу помилку, яка дозволила чорним перехопити ініціативу й кількома сильними ходами змусити Каспарова здатися.

## Турнірні результати

### Турніри
| Рік     | Місце проведення         | Турнір                                                    | +  | − | =  | Результат | Місце |
| ------- | ------------------------ | --------------------------------------------------------- | -- | - | -- | --------- | ----- |
| 1944    | Тбілісі                  | 5-й чемпіонат Грузинської РСР                             | ?  | ? | ?  | ?         | 9—11  |
| 1945    | Тбілісі                  | першість Тбілісі                                          | 6  | 1 | 4  | 8 із 11   | 2     |
|         | Ленінград                | IV першість СРСР серед юнаків                             | 8  | 1 | 6  | 11 із 15  | 1—3   |
|         | Тбілісі                  | 6-й чемпіонат Грузинської РСР                             | 10 | 2 | 3  | 11½ із 15 | 1     |
| 1946    | Тбілісі                  | 7-й чемпіонат Грузинської РСР                             | 10 | 4 | 5  | 12½ із 19 | 5     |
|         | Єреван                   | 6-й чемпіонат Вірменської РСР                             | 8  | 0 | 2  | 9 із 10   | 1     |
|         | Ленінград                | V першість СРСР серед юнаків                              | 13 | 0 | 2  | 14 із 15  | 1     |
|         | Ленінград                | Всесоюзний турнір кандидатів у майстри                    | 3  | 5 | 7  | 6½ із 15  | 8—11  |
| 1947    | Єреван                   | 7-й чемпіонат Вірменської РСР                             | 7  | 1 | 3  | 8½ із 11  | 2—4   |
|         | Тбілісі                  | Всесоюзний турнір кандидатів у майстри                    | 8  | 0 | 7  | 11½ із 15 | 1     |
|         | Рига                     | першість ЦС ДСТ «Спартак»                                 | 6  | 4 | 9  | 10½ із 19 | 10    |
|         | Москва                   | Півфінал 16-го чемпіонату СРСР                            | 6  | 4 | 5  | 8½ із 15  | 5     |
| 1948    | Єреван                   | 8-й чемпіонат Вірменської РСР                             | 12 | 0 | 1  | 12½ із 13 | 1—2   |
|         | Тбілісі                  | турнір шахістів Закавказьких республік                    | 6  | 0 | 6  | 9 із 12   | 2     |
| 1949    | Єреван                   | 9-й чемпіонат Вірменської РСР                             | 12 | 2 | 1  | 12½ із 15 | 2     |
|         | Тбілісі                  | Півфінал 17-го чемпіонату СРСР                            | 7  | 1 | 8  | 11 із 16  | 2     |
|         | Москва                   | 17-й чемпіонат СРСР                                       | 4  | 8 | 7  | 7½ із 19  | 16    |
|         | Ташкент                  | турнір до 25-ліття Узбекистану                            | 11 | 1 | 3  | 12½ із 15 | 1—2   |
| 1950    | Москва                   | чемпіонат Москви                                          | 4  | 1 | 10 | 9 із 15   | 3     |
|         | Горький                  | Півфінал 18-го чемпіонату СРСР                            | 8  | 3 | 4  | 10 із 15  | 2—3   |
|         | Москва                   | 18-й чемпіонат СРСР                                       | 5  | 6 | 6  | 8 із 17   | 12—13 |
| 1951    | Вільнюс                  | чемпіонат Литовської РСР (поза конкурсом)                 | 8  | 3 | 3  | 9¼ із 14  | 2—4   |
|         | Свердловськ              | Півфінал 19-го чемпіонату СРСР                            | 9  | 1 | 9  | 13½ із 19 | 1     |
|         | Москва                   | чемпіонат Москви                                          | 7  | 0 | 5  | 9½ із 12  | 1     |
|         | Тбілісі                  | турнір за участю майстрів                                 | 7  | 3 | 5  | 9½ із 15  | 2—3   |
|         | Москва                   | 19-й чемпіонат СРСР                                       | 8  | 2 | 7  | 11½ із 17 | 2—3   |
| 1952    | Будапешт                 | міжнародний турнір меморіал Ґ. Мароці                     | 6  | 4 | 7  | 9½ із 17  | 7—8   |
|         | Сальтшебаден — Стокгольм | Міжзональний турнір                                       | 7  | 0 | 13 | 13½ із 20 | 2—3   |
| 1953    | Бухарест                 | міжнародний турнір                                        | 7  | 0 | 12 | 13 із 19  | 2     |
|         | Цюрих                    | турнір претендентів                                       | 6  | 4 | 18 | 15 із 28  | 5     |
| 1954    | Київ                     | 21-й чемпіонат СРСР                                       | 6  | 0 | 13 | 12½ із 19 | 4—5   |
|         | Белград                  | міжнародний турнір (турнір 10-ліття звільнення Югославії) | 7  | 3 | 9  | 11½ із 19 | 4—5   |
| 1955    | Москва                   | 22-й чемпіонат СРСР                                       | 4  | 0 | 15 | 11½ із 19 | 3—6   |
|         | Гетеборг                 | Міжзональний турнір                                       | 5  | 0 | 15 | 12½ із 20 | 4     |
| 1956    | Амстердам                | турнір претендентів                                       | 3  | 2 | 13 | 9½ із 18  | 3—7   |
|         | Москва                   | чемпіонат Москви                                          | 6  | 1 | 8  | 10 із 15  | 1—2   |
|         | Тбілісі                  | Півфінал 24-го чемпіонату СРСР                            | 8  | 0 | 9  | 12½ із 17 | 1     |
| 1957    | Москва                   | 24-й чемпіонат СРСР                                       | 7  | 4 | 10 | 12 із 21  | 7—8   |
|         | Київ                     | Півфінал 25-го чемпіонату СРСР                            | 7  | 1 | 11 | 12½ із 19 | 1     |
| 1958    | Рига                     | 25-й чемпіонат СРСР                                       | 5  | 0 | 12 | 11 із 17  | 2     |
|         | Порторож                 | Міжзональний турнір                                       | 6  | 1 | 13 | 12½ із 20 | 3—4   |
| 1959    | Тбілісі                  | 26-й чемпіонат СРСР                                       | 8  | 0 | 11 | 13½ із 19 | 1     |
|         | Блед — Загреб — Белград  | турнір претендентів                                       | 7  | 4 | 17 | 15½ із 28 | 3     |
| 1960    | Бевервейк                | міжнародний турнір                                        | 4  | 0 | 5  | 6½ із 9   | 1—2   |
|         | Ленінград                | 27-й чемпіонат СРСР                                       | 10 | 2 | 7  | 13½ із 19 | 2—3   |
|         | Копенгаген               | турнір пам'яті А. Німцовича                               | 10 | 0 | 3  | 11½ із 13 | 1     |
| 1961    | Москва                   | 28-й чемпіонат СРСР                                       | 9  | 1 | 9  | 13½ із 19 | 1     |
|         | Цюрих                    | міжнародний турнір                                        | 7  | 1 | 3  | 8½ із 11  | 2     |
|         | Блед                     | міжнародний турнір                                        | 8  | 2 | 9  | 12½ із 19 | 3—5   |
| 1962    | Стокгольм                | Міжзональний турнір                                       | 8  | 0 | 14 | 15 із 22  | 2—3   |
|         | Кюрасао                  | турнір претендентів                                       | 8  | 0 | 19 | 17½ із 27 | 1     |
| 1963    | Лос-Анджелес             | Кубок П'ятигорського                                      | 4  | 1 | 9  | 8½ із 14  | 1—2   |
| 1964    | Буенос-Айрес             | міжнародний турнір                                        | 8  | 0 | 9  | 12½ із 17 | 1—2   |
|         | Москва                   | першість ВЦСПС                                            | 7  | 1 | 7  | 10½ із 15 | 1     |
| 1965    | Загреб                   | міжнародний турнір                                        | 7  | 1 | 11 | 12½ із 19 | 3     |
|         | Єреван                   | міжнародний турнір ЦШК СРСР                               | 4  | 0 | 9  | 9 із 14   | 2—3   |
| 1966    | Москва                   | Тренувальний турнір гросмейстерів                         | 7  | 1 | 2  | 8 із 10   | 1     |
|         | Санта-Моніка             | Кубок П'ятигорського                                      | 3  | 3 | 12 | 9 із 18   | 6—7   |
| 1967    | Москва                   | міжнародний турнір                                        | 3  | 3 | 11 | 8½ із 17  | 9—12  |
|         | Венеція                  | міжнародний турнір                                        | 7  | 0 | 6  | 10 із 13  | 2—3   |
| 1968    | Бамберг                  | міжнародний турнір                                        | 5  | 0 | 10 | 10 із 15  | 2—3   |
|         | Москва                   | чемпіонат Москви                                          | 6  | 0 | 9  | 10½ із 15 | 1—2   |
|         | Пальма-де-Мальорка       | міжнародний турнір                                        | 7  | 1 | 9  | 11½ із 17 | 4     |
| 1969    | Москва                   | 37-й чемпіонат СРСР                                       | 6  | 0 | 16 | 14 із 22  | 1—2   |
|         | Пальма-де-Мальорка       | міжнародний турнір                                        | 6  | 0 | 11 | 11½ із 17 | 2     |
| 1970    | Ровінь — Загреб          | міжнародний турнір                                        | 5  | 1 | 11 | 10½ із 17 | 6     |
|         | Вінковці                 | міжнародний турнір                                        | 4  | 1 | 10 | 9 із 15   | 6—9   |
| 1971    | Вейк-ан-Зеє              | міжнародний турнір                                        | 4  | 0 | 11 | 9½ із 15  | 2—5   |
|         | Москва                   | меморіал А. А. Алехіна                                    | 4  | 1 | 12 | 10 із 17  | 4—5   |
| 1972    | Сараєво                  | міжнародний турнір                                        | 6  | 0 | 9  | 10½ із 15 | 2     |
|         | Сан-Антоніо              | міжнародний турнір                                        | 6  | 0 | 9  | 10½ із 15 | 1—3   |
| 1973    | Лас-Пальмас              | міжнародний турнір                                        | 4  | 0 | 11 | 9½ із 15  | 1—2   |
|         | Амстердам                | міжнародний турнір                                        | 6  | 1 | 8  | 10 із 15  | 1—2   |
|         | Москва                   | 41-й чемпіонат СРСР (вища ліга)                           | 4  | 0 | 13 | 10½ із 17 | 2—6   |
| 1974    | Маніла                   | міжнародний турнір                                        | 5  | 0 | 9  | 9½ із 14  | 2     |
| 1975    | Лас-Пальмас              | міжнародний турнір                                        | 4  | 0 | 10 | 9 із 14   | 7     |
|         | Мілан                    | міжнародний турнір                                        |    |   |    |           |       |
|         |                          | круговий турнір                                           | 2  | 0 | 9  | 6½ із 11  |       |
|         |                          | Півфінальний матч з А. Карповим                           | 0  | 0 | 4  | 2 із 4    | 3     |
|         |                          | матч за 3—4-те місця з Л. Любоєвичем                      | 1  | 1 | 4  | 3 із 6    | 3—4   |
|         | Москва                   | меморіал О. Алехіна                                       | 4  | 1 | 10 | 9 із 15   | 6—7   |
|         | Єреван                   | 43-й чемпіонат СРСР (вища ліга)                           | 6  | 1 | 8  | 10 із 15  | 1     |
| 1976    | Лон-Пайн                 | міжнародний турнір                                        | 4  | 0 | 3  | 5½ із 7   | 1     |
|         | Біль                     | Міжзональний турнір                                       | 6  | 1 | 12 | 12 із 19  | 2—4   |
|         | Варезе                   | Матч-турнір тьох (Петросян, Портіш, Таль)                 | 1  | 0 | 7  | 4½ із 8   | 1     |
|         | Москва                   | 44-й чемпіонат СРСР (вища ліга)                           | 6  | 2 | 9  | 10½ із 17 | 3—4   |
| 1977    | Сочі                     | меморіал М. Чигоріна                                      | 3  | 0 | 12 | 9 із 15   | 5—9   |
|         | Ленінград                | 45-й чемпіонат СРСР (вища ліга)                           | 4  | 1 | 10 | 9 із 15   | 3—4   |
| 1977/78 | Гастінгс                 | міжнародний турнір                                        | 5  | 0 | 9  | 9½ із 14  | 2—3   |
| 1978    | Лон-Пайн                 | міжнародний турнір                                        | 3  | 0 | 6  | 6 із 9    | 6—10  |
|         | Вільнюс                  | міжнародний турнір                                        | 6  | 1 | 8  | 10 із 15  | 2     |
| 1979    | Таллінн                  | меморіал П. Кереса                                        | 8  | 0 | 8  | 12 із 16  | 1     |
|         | Ріо-де-Жанейро           | Міжзональний турнір                                       | 6  | 0 | 11 | 11½ із 17 | 1—3   |
|         | Буенос-Айрес             | міжнародний турнір                                        | 2  | 3 | 8  | 6 із 13   | 9—10  |
|         | Баня-Лука                | міжнародний турнір                                        | 3  | 0 | 12 | 9 із 15   | 4     |
| 1980    | Лас-Пальмас              | міжнародний турнір                                        | 6  | 0 | 5  | 8½ із 11  | 1—3   |
|         | Врбас                    | міжнародний турнір                                        | 2  | 0 | 9  | 6½ із 11  | 2—4   |
|         | Бар                      | міжнародний турнір                                        | 7  | 0 | 6  | 10 із 13  | 1     |
| 1981    | Москва                   | XXII міжнародний турнір ЦШК СРСР                          | 1  | 2 | 10 | 6 із 13   | 9—10  |
|         | Оберварт                 | міжнародний турнір                                        | 6  | 0 | 3  | 7½ із 9   | 2—6   |
|         | Вршац                    | VII меморіал Б. Костича                                   | 6  | 1 | 8  | 10 із 15  | 3     |
|         | Тілбург                  | міжнародний турнір                                        | 3  | 0 | 8  | 7 із 11   | 2     |
| 1982    | Лас-Пальмас              | Міжзональний турнір                                       | 3  | 1 | 9  | 7½ із 13  | 4—5   |
|         | Бугойно                  | міжнародний турнір                                        | 2  | 1 | 10 | 7 із 13   | 6—8   |
|         | Тілбург                  | міжнародний турнір                                        | 3  | 2 | 6  | 6 із 11   | 5—6   |
| 1983    | Таллінн                  | міжнародний турнір (IV меморіал П. Кереса)                | 3  | 0 | 12 | 9 із 15   | 3—5   |
|         | Москва                   | 50-й чемпіонат СРСР (вища ліга)                           | 2  | 2 | 11 | 7½ із 15  | 6—9   |
|         | Никшич                   | міжнародний турнір                                        | 1  | 3 | 10 | 6 із 14   | 11—12 |

### Матчі та командні першості
| Рік  | Місце проведення   | Матч/турнір                                                                       | + | − | =  | Результат |
| ---- | ------------------ | --------------------------------------------------------------------------------- | - | - | -- | --------- |
| 1946 | Єреван             | Матч за звання чемпіона Вірменії з Г. Каспаряном                                  | 5 | 3 | 6  | 8 : 6     |
| 1948 | Тбілісі            | Півфінал I командної першості СРСР (збірна Вірменської РСР, 2-га шахівниця)       | ? | ? | ?  | ?         |
| 1951 | Ташкент            | Матч з М. Мухітдіновим (кваліфікаційний, на звання майстра)                       | 7 | 0 | 7  | 10½ : 3½  |
|      | Тбілісі            | II командна першість СРСР (збірна Москви, 3-тя шахівниця)                         | 2 | 2 | 1  | 2½ із 5   |
| 1953 | Відень             | Матч Австрія — СРСР (1-ша шахівниця, проти Й. Локвенца)                           | 2 | 0 | 0  | 2 із 2    |
| 1954 | Буенос-Айрес       | Матч Аргентина — СРСР (6-та шахівниця, проти Г. Пільніка)                         | 1 | 0 | 3  | 2½ із 4   |
|      | Монтевідео         | Матч СРСР — Уругвай (5-та шахівниця, проти Х. Корраля і Олівери)                  | 2 | 0 | 0  | 2 із 2    |
|      | Париж              | Матч Франція — СРСР (6-та шахівниця, проти Р. Белькаді)                           | 2 | 0 | 0  | 2 із 2    |
|      | Нью-Йорк           | Матч США — СРСР (7-ма шахівниця, проти А. Бісгаєра)                               | 2 | 0 | 2  | 3 із 4    |
|      | Лондон             | Матч Англія — СРСР (6-та шахівниця, проти Ф. Мілнера-Беррі)                       | 2 | 0 | 0  | 2 із 2    |
|      | Стокгольм          | Матч Швеція — СРСР (6-та шахівниця, проти Р. Гуде)                                | 1 | 0 | 1  | 1½ із 2   |
|      | Москва             | Матч Москва — Українська РСР (3-тя шахівниця, проти І. Липницкого)                | 1 | 0 | 0  | 1 із 1    |
|      | Рига               | II командний Кубок СРСР («Спартак», 1-ша шахівниця)                               | 5 | 1 | 4  | 7 із 10   |
| 1955 | Будапешт           | Матч-турнір Угорщина — СРСР (схевенінгенська система)                             | 4 | 0 | 3  | 5½ із 7   |
|      | Москва             | Матч СРСР — США (6-та шахівниця, проти І. Горовіца і М. Павея)                    | 4 | 0 | 0  | 4 із 4    |
| 1956 | Белград            | Матч Югославія — СРСР (схевенінгенська система)                                   | 1 | 1 | 6  | 4 із 8    |
|      | Москва             | Матч за звання чемпіона Москви з В. Сімагіним                                     | 2 | 1 | 1  | 3½ : 2½   |
| 1957 | Ленінград          | Матч СРСР — Югославія (схевенінгенська система)                                   | 3 | 1 | 4  | 5 із 8    |
|      | Відень             | I командна першість Європи (збірна СРСР, 6-та шахівниця)                          | 3 | 0 | 2  | 4 із 5    |
| 1958 | Вільнюс            | V командна першість СРСР (збірна Москви, 2-га шахівниця)                          | 4 | 1 | 2  | 5 із 7    |
| 1959 | Ленінград          | Матч Ленінград — Москва (2-га шахівниця, проти М. Тайманова)                      | 1 | 1 | 0  | 1 із 2    |
|      | Москва             | Матч Москва — Білоруська РСР (2-га шахівниця, проти О. Суетіна)                   | 0 | 0 | 2  | 1 із 2    |
|      | Київ               | Матч СРСР — Югославія (2-га шахівниця, проти А. Матановича)                       | 2 | 0 | 2  | 3 із 4    |
| 1960 | Москва             | II Спартакіада (збірна Москви, 3-тя шахівниця)                                    | 3 | 0 | 4  | 5 із 7    |
|      | Туніс              | Матч Туніс — СРСР (2-га шахівниця)                                                | 2 | 0 | 0  | 2 із 2    |
|      | Туніс              | Матч Італія — СРСР (2-га шахівниця)                                               | 1 | 0 | 0  | 1 із 1    |
|      | Гамбург            | Матч ФРН — СРСР (схевенінгенська система)                                         | 6 | 0 | 1  | 6½ із 7   |
|      | Москва             | VII командна першість СРСР (збірна Москви, 2-га шахівниця)                        | 4 | 1 | 0  | 4 із 5    |
|      | Ленінград          | Матч Ленінград — Москва (3-тя шахівниця, проти І. Бондаревського)                 | 1 | 0 | 1  | 1½ із 2   |
| 1961 | Москва             | командна першість Москви                                                          | 2 | 0 | 2  | 3 із 4    |
|      | Белград            | Матч Югославія — СРСР (схевенінгенська система)                                   | 3 | 0 | 2  | 4 із 5    |
|      | Оберхаузен         | II командна першість Європи (збірна СРСР, 4-та шахівниця)                         | 4 | 0 | 4  | 6 із 8    |
|      | Москва             | III командний Кубок СРСР («Спартак», 1-ша шахівниця)                              | 1 | 3 | 1  | 2½ із 5   |
| 1962 | Гаага              | Матч Нідерланди — СРСР (1-ша шахівниця, проти Й. Доннера)                         | 1 | 0 | 1  | 1½ із 2   |
| 1963 | Москва             | Матч на першість світу з М. Ботвинником                                           | 5 | 2 | 15 | 12½ : 9½  |
|      | Москва             | III Спартакіада (збірна Москви, 1-ша шахівниця)                                   | 4 | 2 | 3  | 5½ із 9   |
| 1964 | Москва             | IV командний Кубок СРСР («Спартак», 1-ша шахівниця)                               | 2 | 1 | 3  | 3½ із 6   |
| 1965 | Гамбург            | III командна першість Європи (збірна СРСР, 1-ша шахівниця)                        | 2 | 0 | 8  | 6 із 10   |
|      | Москва             | Матч Москва — Ленінград (1-ша шахівниця, проти В. Л. Корчного)                    | 0 | 2 | 0  | 0 із 2    |
| 1966 | Москва             | командна першість Москви                                                          | 1 | 0 | 2  | 2 із 3    |
|      | Москва             | Матч на першість світу з Б. Спасским                                              | 4 | 3 | 17 | 12½ : 11½ |
|      | Москва             | V командний Кубок СРСР («Спартак», 1-ша шахівниця)                                | 2 | 0 | 8  | 6 із 10   |
| 1967 | Москва             | Спартакіада Москви                                                                | 3 | 1 | 3  | 4½ із 7   |
|      | Москва             | IV Спартакіада (на 1-й шахівниці Москви)                                          | 3 | 2 | 3  | 4½ із 8   |
| 1969 | Москва             | Матч на першість світу з Б. Спасским                                              | 4 | 6 | 13 | 10½ : 12½ |
|      | Скоп'є             | Матч Югославія — СРСР (2-га шахівниця, проти А. Матановича)                       | 1 | 1 | 1  | 1½ із 3   |
| 1970 | Москва             | Матч за звання чемпіона СРСР із Л. Полугаевським                                  | 2 | 0 | 3  | 3½ : 2½   |
|      | Белград            | «Матч століття» (збірна СРСР — збірна світу; 2-га шахівниця, проти Р. Фішера)     | 0 | 2 | 2  | 1 із 4    |
|      | Капфенберг         | IV командна першість Європи (збірна СРСР, 1-ша шахівниця)                         | 1 | 0 | 5  | 3½ із 6   |
| 1971 | Севілья            | чвертьфінальний матч претендентів з Р. Гюбнером                                   | 1 | 0 | 6  | 4 : 3     |
|      | Москва             | Півфінальний матч претендентів з В. Корчним                                       | 1 | 0 | 9  | 5½ : 4½   |
|      | Буенос-Айрес       | Фінальний матч претендентів з Р. Фішером                                          | 1 | 5 | 3  | 2½ : 6½   |
| 1972 | Москва             | V Спартакіада (збірна Москви, 1-ша шахівниця)                                     | 2 | 0 | 5  | 4½ із 7   |
|      | Охрид              | Матч Югославія — СРСР (1-ша шахівниця, проти Б. Івкова — 1:1 і А. Планинця — 2:0) | 2 | 0 | 2  | 3 із 4    |
| 1973 | Москва             | Матч-турнір збірних СРСР (перша збірна СРСР, 2-га шахівниця)                      | 1 | 0 | 3  | 2½ із 4   |
|      | Бат                | V командна першість Європи (на 2-й шахівниці)                                     | 2 | 0 | 5  | 4½ із 7   |
|      | Тбілісі            | Матч Югославія — СРСР (1-ша шахівниця, проти С. Глігорича)                        | 1 | 1 | 2  | 2 із 4    |
| 1974 | Пальма-де-Мальорка | чвертьфінальний матч претендентів з Л. Портішем                                   | 3 | 2 | 8  | 7 : 6     |
|      | Одеса              | Півфінальний матч претендентів з В. Корчним                                       | 1 | 3 | 1  | 1½ : 3½   |
|      | Москва             | VIII командний Кубок СРСР («Спартак», 1-ша шахівниця)                             | 2 | 1 | 6  | 4 із 9    |
| 1975 | Рига               | VI Спартакіада (збірна Москви, 1-ша шахівниця)                                    | 2 | 2 | 4  | 4 із 8    |
| 1976 | Тбілісі            | IX командний Кубок СРСР (вища ліга, «Спартак», 1-ша шахівниця)                    | 1 | 0 | 6  | 4 із 7    |
| 1977 | Чокко              | чвертьфінальний матч претендентів з В. Л. Корчним                                 | 1 | 2 | 9  | 5½ : 6½   |
|      | Москва             | VI командна першість Європи (збірна СРСР, 2-га шахівниця)                         | 1 | 0 | 5  | 3½ із 6   |
| 1978 | Орджонікідзе       | X командний Кубок СРСР (вища ліга, «Спартак», 1-ша шахівниця)                     | 2 | 1 | 4  | 4 із 7    |
|      | Москва             | Матч-турнір тьох столиць (Москва — Белград — Прага; 1-ша шахівниця)               | 1 | 0 | 1  | 1½ із 2   |
| 1979 | Теслич             | Матч СРСР — Югославія (2-га шахівниця, проти Б. Івкова)                           | 1 | 0 | 3  | 2½ із 4   |
|      | Москва             | VII Спартакіада (збірна Москви, 1-ша шахівниця)                                   | 2 | 1 | 5  | 4½ із 8   |
| 1980 | Скара              | VII командна першість Європи (збірна СРСР, 3-тя шахівниця)                        | 0 | 0 | 5  | 2½ із 5   |
|      | Фельден            | чвертьфінальний матч претендентів з В. Л. Корчним                                 | 0 | 2 | 7  | 3½ : 5½   |
|      | Ростов-на-Дону     | XI командний Кубок СРСР (вища ліга, на 1-й шахівниці «Спартака»)                  | 0 | 0 | 7  | 3½ із 7   |
| 1981 | Москва             | Матч-турнір чотирьох збірних команд СРСР (перша збірна СРСР, 4-та шахівниця)      | 1 | 1 | 4  | 3 із 6    |
|      | Москва             | XV командна першість СРСР (збірна Москви, 1-ша шахівниця)                         | 2 | 1 | 6  | 5 із 9    |
| 1982 | Кисловодськ        | XII командний Кубок СРСР («Спартак», 1-ша шахівниця)                              | 2 | 1 | 4  | 4 із 7    |
| 1983 | Москва             | VIII Спартакіада (збірна Москви, 2-га шахівниця)                                  | 2 | 0 | 7  | 5½ із 9   |
|      | Пловдів            | командна першість Європи (збірна СРСР, 3-тя шахівниця)                            | 2 | 0 | 3  | 3½ із 5   |

### Шахові олімпіади

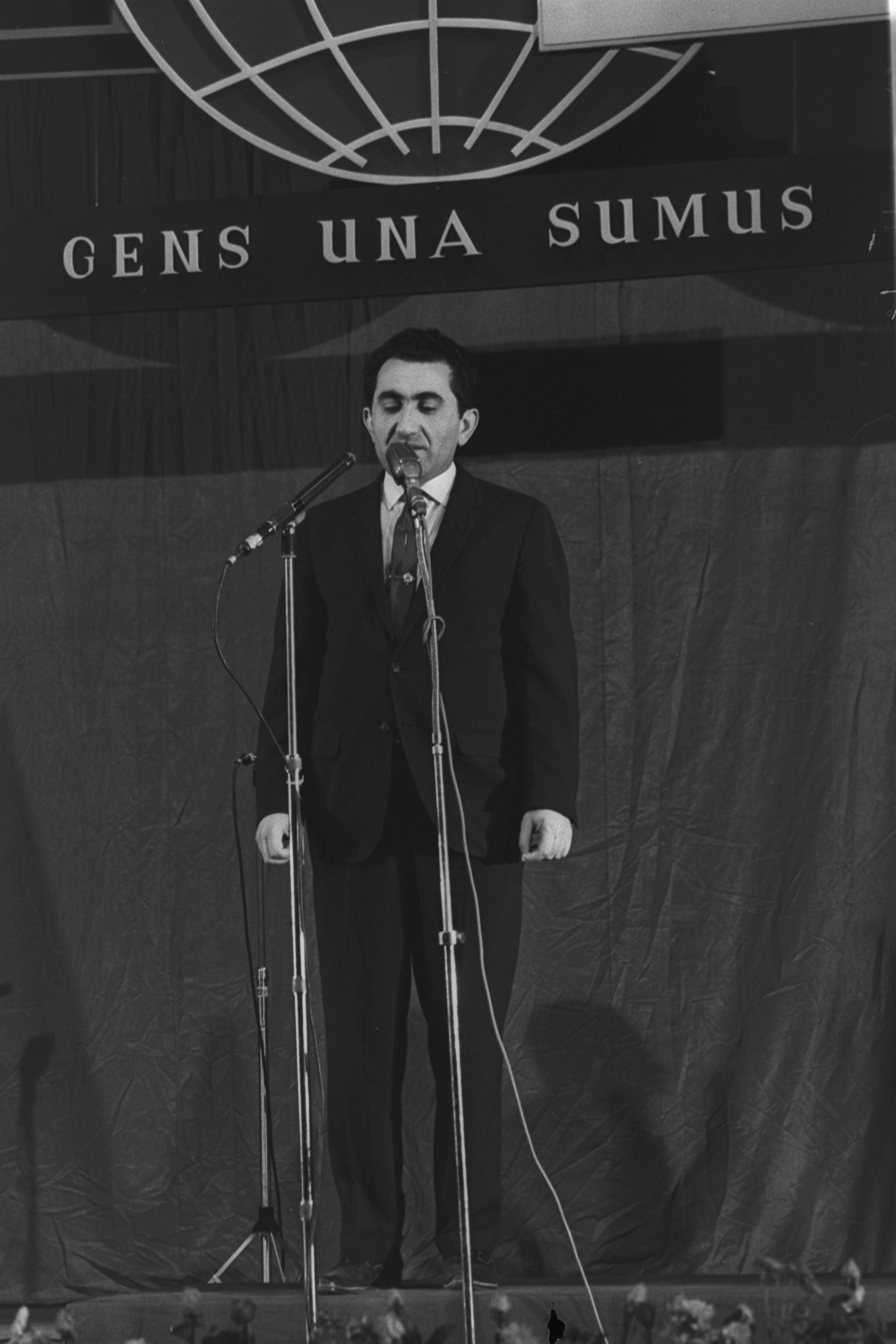
У ранзі чемпіона світу на церемонії відкриття шахової олімпіади 1964 року

Результати на шахових олімпіадах у складі збірної Радянського Союзу:
| Рік  | Місце проведення | Шах      | МК | МІ | П  | +  | - | = | О   | %    |
| ---- | ---------------- | -------- | -- | -- | -- | -- | - | - | --- | ---- |
| 1958 | Мюнхен           | 2 запас. | 1  | 1  | 13 | 8  | 0 | 5 | 10½ | 80,8 |
| 1960 | Лейпциґ          | 2 запас. | 1  | 1  | 13 | 11 | 0 | 2 | 12  | 92,3 |
| 1962 | Варна            | 1        | 1  | 1  | 12 | 8  | 0 | 2 | 10  | 83,3 |
| 1964 | Тель-Авів        | 1        | 1  | 6  | 13 | 6  | 0 | 7 | 9½  | 73,1 |
| 1966 | Гавана           | 1        | 1  | 1  | 13 | 10 | 0 | 3 | 11½ | 88,5 |
| 1968 | Луґано           | 1        | 1  | 1  | 12 | 9  | 0 | 3 | 10½ | 87,5 |
| 1970 | Зіґен            | 2        | 1  | 6  | 14 | 6  | 0 | 8 | 10  | 71,4 |
| 1972 | Скоп'є           | 1        | 1  | 8  | 16 | 6  | 1 | 9 | 10½ | 65,6 |
| 1974 | Ніцца            | 4        | 1  | 1  | 14 | 11 | 0 | 3 | 12½ | 89,3 |
| 1978 | Буенос-Айрес     | 2        | 2  | 7  | 9  | 3  | 0 | 6 | 9   | 66,7 |

Загалом: 10 турнірів, 9 золотих і одна срібна медаль. В індивідуальному заліку 6 разів показував найкращий результат на своїй шахівниці. Результати: 129 партій, +78, -1, =50, 103 очки, 79,8 % набраних очок.

## Титули та досягнення
Індивідуальні
- дев'ятий чемпіон світу: 1963—1969;
- учасник восьми турнірів і матчів претендентів: 1953, 1956, 1959, 1962, 1971, 1974, 1977, 1980;
- чемпіон Радянського Союзу (4): 1959, 1961, 1969, 1975.
- чемпіон Радянського Союзу серед юнаків (2): 1945, 1946.
- чемпіон Вірменської РСР (3): 1946, 1947, 1948;
  - віце-чемпіон Вірменської РСР: 1949;
- чемпіон Грузинської РСР: 1945;
  - віце-чемпіон Грузинської РСР: 1946;
- віце-чемпіон Тбілісі: 1945;
- чемпіон Москви (3): 1951, 1956, 1968;
  - третє місце в чемпіонаті Москви: 1950;
- переможець першості Москви із блискавичних шахів на приз газети «Вечерняя Москва» (4): 1951, 1954, 1956, 1957 (Михайло Таль 1957 року посів перше місце, але виступав поза конкурсом, тому переможцем уважають Петросяна, який посів 2-ге місце[155]);
- переможець першості Всесоюзної центральної ради профспілок: 1964.

Учасник «матчу століття» 1970 року в Белграді (на другій шахівниці).
Рекорди шахових олімпіад
Учасник десяти олімпіад, програв тільки раз за 20 років (+78 -1 =50). Установив низку рекордів шахових олімпіад:
- найбільша кількість турнірів без поразки — дев'ять (1958—1970, 1974, 1978)[156];
- найбільша кількість турнірів поспіль без поразки — сім (1958—1970)[156];
- найбільша кількість золотих медалей — дев'ять (стільки ж має Василь Смислов)[156];
- друга найбільша кількість індивідуальних перших місць на своїй шахівниці — шість (сім перших місць мав Гаррі Каспаров)[156];
- третє місце (після Таля та Карпова) за відсотком набраних очок серед гравців, які провели щонайменше три турніри — 79,8 %[156].

На олімпіаді-60 набрав 92,3 % можливих очок (+11 -0 =2), що є одним із найкращих результатів олімпіад.
Рекорди командних чемпіонатів Європи
Учасник восьми першостей Європи, не програв жодного разу за 26 років (+15 -0 =37). Володар таких рекордів турніру:
- найбільша кількість турнірів без поразки — вісім (1957—1983)[157];
- найбільша кількість золотих медалей — вісім[157];

Командні
У складі збірної Радянського Союзу:
- переможець шахової олімпіади (9): 1958, 1960, 1962, 1964, 1966, 1968, 1970, 1972, 1974;
  - друге місце на олімпіаді: 1978;
- переможець командного чемпіонату Європи (8): 1957, 1961, 1965, 1970, 1973, 1977, 1980, 1983;

У складі збірної Москви:
- переможець першості СРСР між командами республік (5): 1958, 1959, 1967, 1972, 1983
  - друге місце першості СРСР між командами республік (5): 1951, 1960, 1963, 1979, 1981

У складі команди товариства «Спартак»:
- переможець першості СРСР серед фізкультурних товариств: 1954
  - третє місце першості СРСР серед фізкультурних товариств: 1966

Баланс ігор проти гросмейстерів
В окремих партіях перемагав вісьмох чемпіонів світу. Має позитивний баланс ігор із трьома чемпіонами світу (Ейве, Ботвинником і Талем) і рівний із двома (Карпов і Каспаров). Баланс ігор із чемпіонами світу за даними ресурсу chessgames.com:
- Макс Ейве: +1 –0 =1[159]
- Михайло Ботвинник: +7 –4 =20[160]
- Василь Смислов: +3 –6 =25[161]
- Михайло Таль: +5 –4 =35[162]
- Борис Спаський: +10 –11 =54[163]
- Боббі Фішер: +4 –8 =15[164]
- Анатолій Карпов: +1 –1 =12[165]
- Гаррі Каспаров: +2 –2 =1[166]

Баланс ігор із претендентами на титул чемпіона світу (тими, хто грав матч за титул, а також учасників чемпіонського матч-турніру 1948) за даними ресурсу chessgames.com:
- Пауль Керес: +3 –3 =29[167]
- Самуель Решевський: +2 –0 =8[168]
- Давид Бронштейн: +5 –2 =24[169]
- Віктор Корчной: +10 –12 =48[170]
- Ян Тімман: +2 –0 =6[171]

## Пам'ять

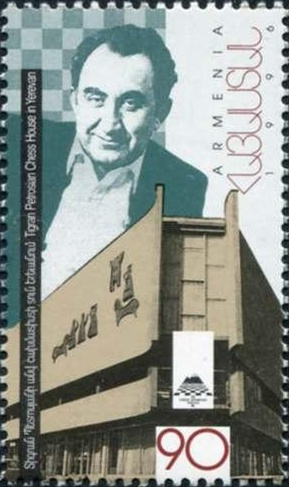
Будинок шахів Тиграна Петросяна в Єревані. Вірменська марка

Після здобуття звання чемпіона світу Петросян став чи не найпопулярнішим спортсменом Вірменії, а шахи отримали надзвичайне розповсюдження. Зросла й популярність імені «Тигран», наприклад, на його честь назвали одного з найсильніших сучасних шахістів Вірменії у 2010-х роках Тиграна Левоновича Петросяна, який народився 1984 року невдовзі після смерті екс-чемпіона світу. Наприкінці 1980-х років представники республіки вперше здобули звання чемпіона СРСР, а після отримання незалежності Вірменія регулярно здобуває медалі на шахових олімпіадах і командних чемпіонатах світу та Європи. Із 2011/12 навчального року у вірменських школах шахи є обов'язковим для вивчення предметом у 2—4 класах. Станом на 2018 рік Вірменія має більше гросмейстерів, ніж Англія чи Нідерланди і за кількістю гросмейстерів на душу населення посідає одне з перших місць у світі.
З 1984 року в Єревані проводять шахові турніри пам'яті Петросяна, з 1987 року в Москві — юнацькі турніри пам'яті Петросяна.
1984 року іменем Петросяна названий Будинок шахів у Єревані (вул. Ханджян, 50а), символічний перший камінь фундаменту якого заклав гросмейстер. У сквері поруч стоїть бронзовий бюст гросмейстера роботи скульптора Ари Шираза, відкритий 1989 року (бронза, граніт). Іменем Петросяна названа вулиця в Єревані, на якій установлений пам'ятник екс-чемпіонові світу авторства Норайра Каграманяна. У вірменському місті Апаран на площі Тиграна Петросяна стоїть пам'ятник шахістові авторства Міші Маргаряна.
Один із московських клубів, де грав гросмейстер — колишній шаховий клуб товариства «Спартак», після смерті Петросяна названий його іменем — Шаховий клуб ім. Т. В. Петросяна (вул. Велика Дмитрівка). У столиці Естонії діє Талліннська шахова академія імені Тиграна Петросяна (ест. Tigran Petrosjani nimelises Tallinna Malekadeemis).
1999 року в Москві відбувся меморіал Петросяна, який увійшов в історію як «найбільш нічийний турнір» на найвищому рівні — 42 із 45 партій завершилися внічию, а всі учасники були гросмейстерами (серед них Василь Смислов, Борис Спаський, Светозар Глігорич, Бент Ларсен та інші). ФІДЕ оголосила 2004-й «роком Петросяна», в Москві відбувся матч-турнір між «командою Петросяна», до якої ввійшли вірменські гросмейстери Акопян, Ваганян, Лпутян, а також Каспаров (вірменин по матері), Леко (його дружина та тренер — вірмени) і Гельфанд (в дитинстві тренувався під керівництвом Петросяна), та «збірною світу» (Ананд, Свідлер, Бакро, Ван Велі, Адамс і Вальєхо). У грудні 2004-го, на завершення Року Петросяна, проведено командний Інтернет-турнір на чотирьох шахівницях між командами Вірменії, Китаю, Росії та Франції. Команди очолили, відповідно, Аронян, Бу, Свідлер і Лотьє. 2009 року ФІДЕ випустила медаль «Тигран Петросян», яку вручають за тренерські досягнення.
Шахіста зображали на вірменських марках, 1999 року викарбувано срібну пам'ятну монету в 5000 драмів до 70-ліття від дня народження Петросяна. З 2018 року портрет Тиграна Петросяна розміщений на нововведеній вірменській банкноті у 2000 драмів.

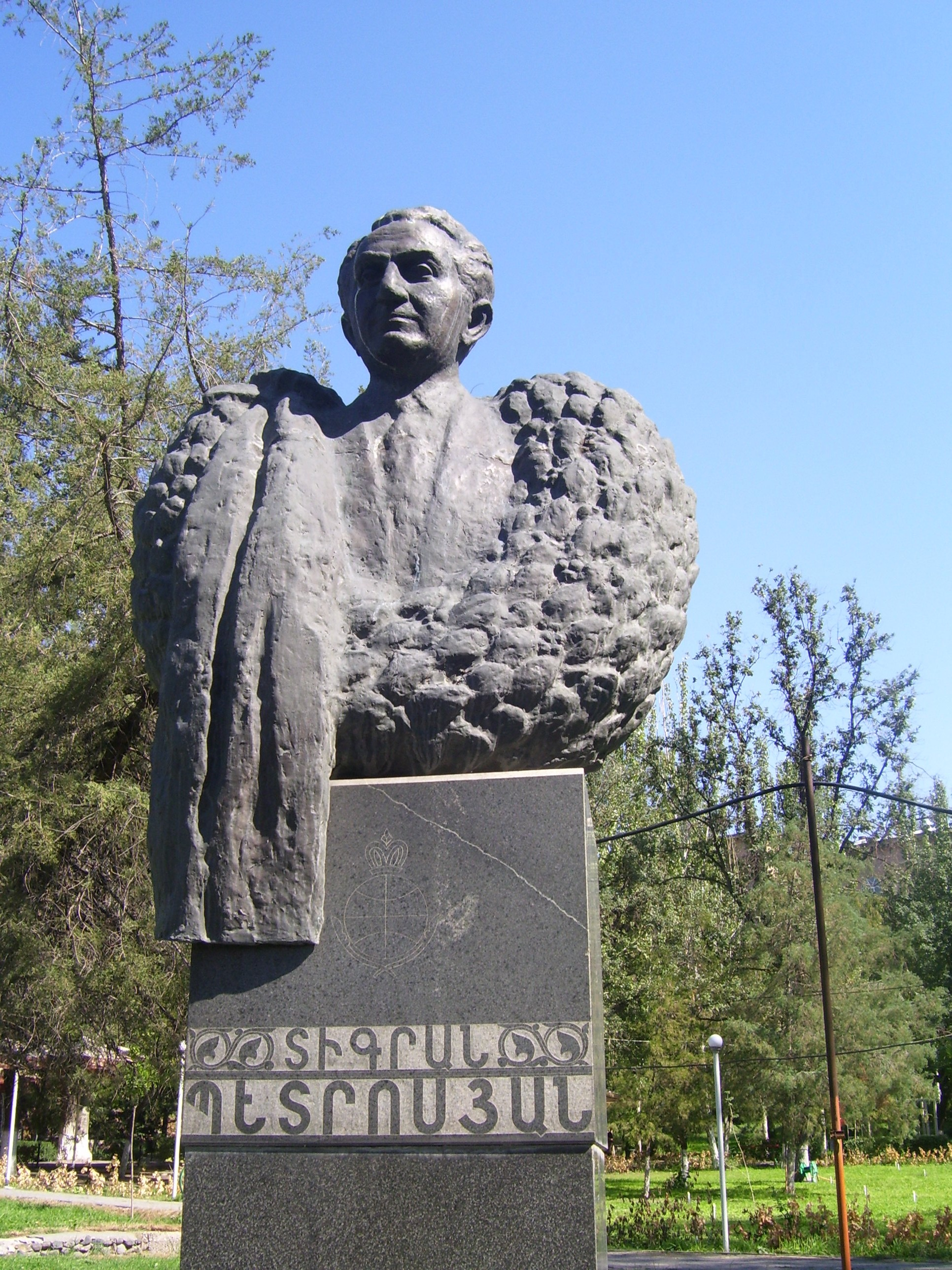
Погруддя роботи Ари Шираза (1989)
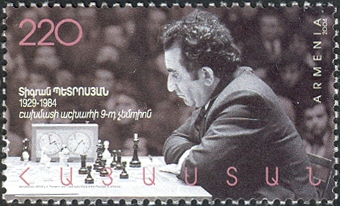
На вірменській марці (2005)
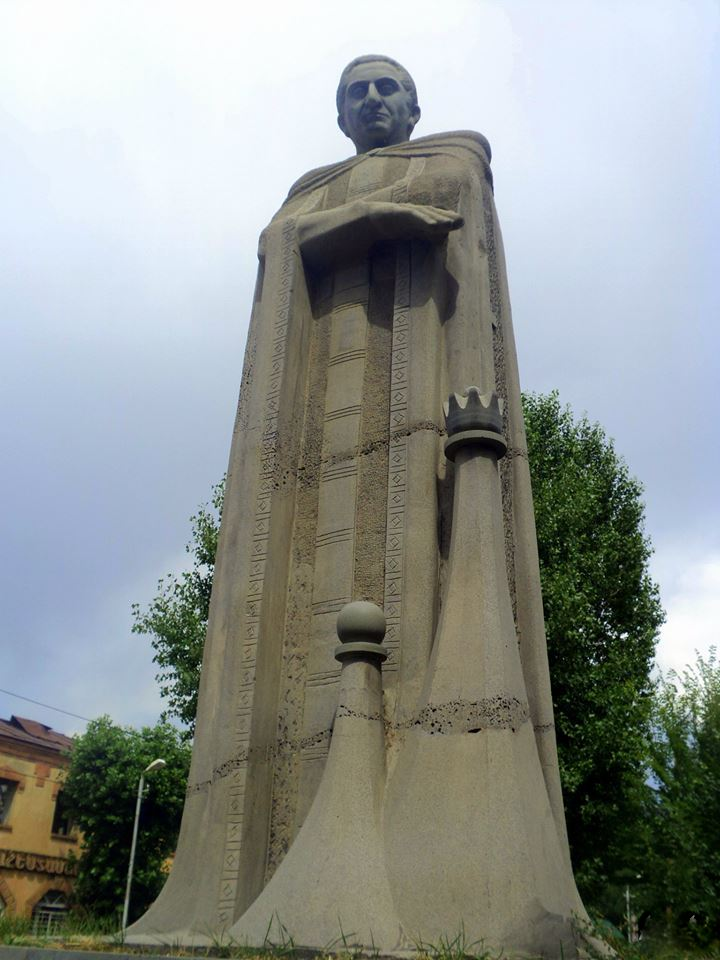
Пам'ятник на площі Т. Петросяна в Апарані
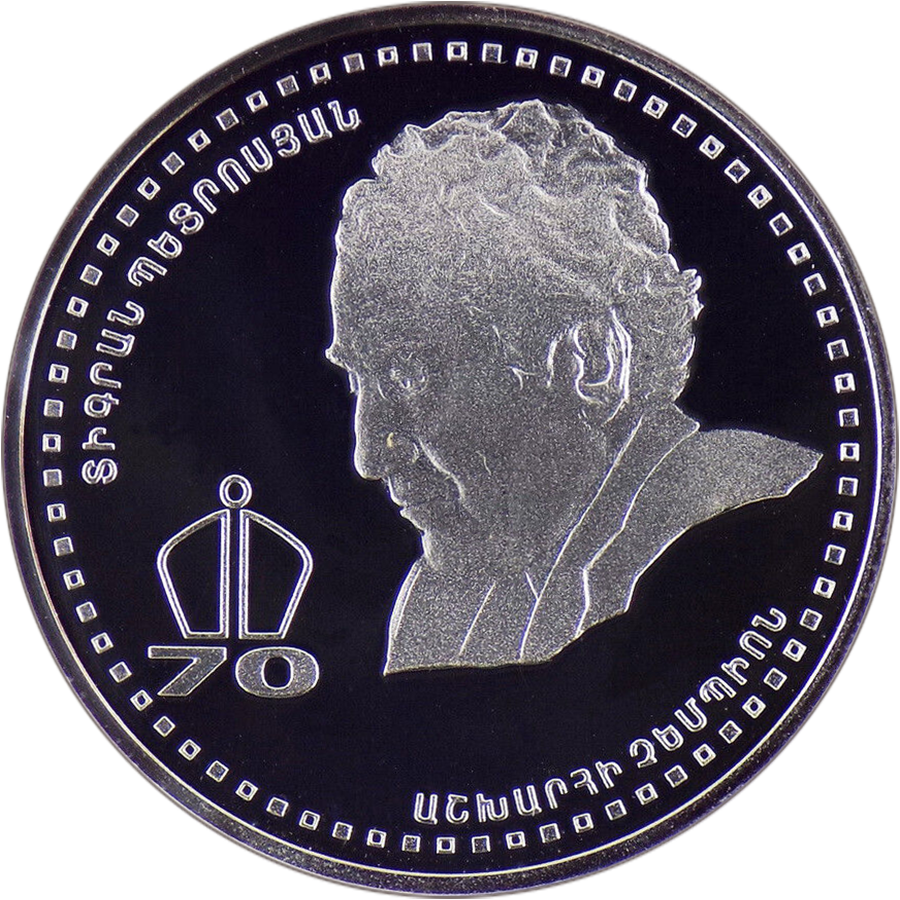
Пам'ятна монета 5000 драмів (1999)
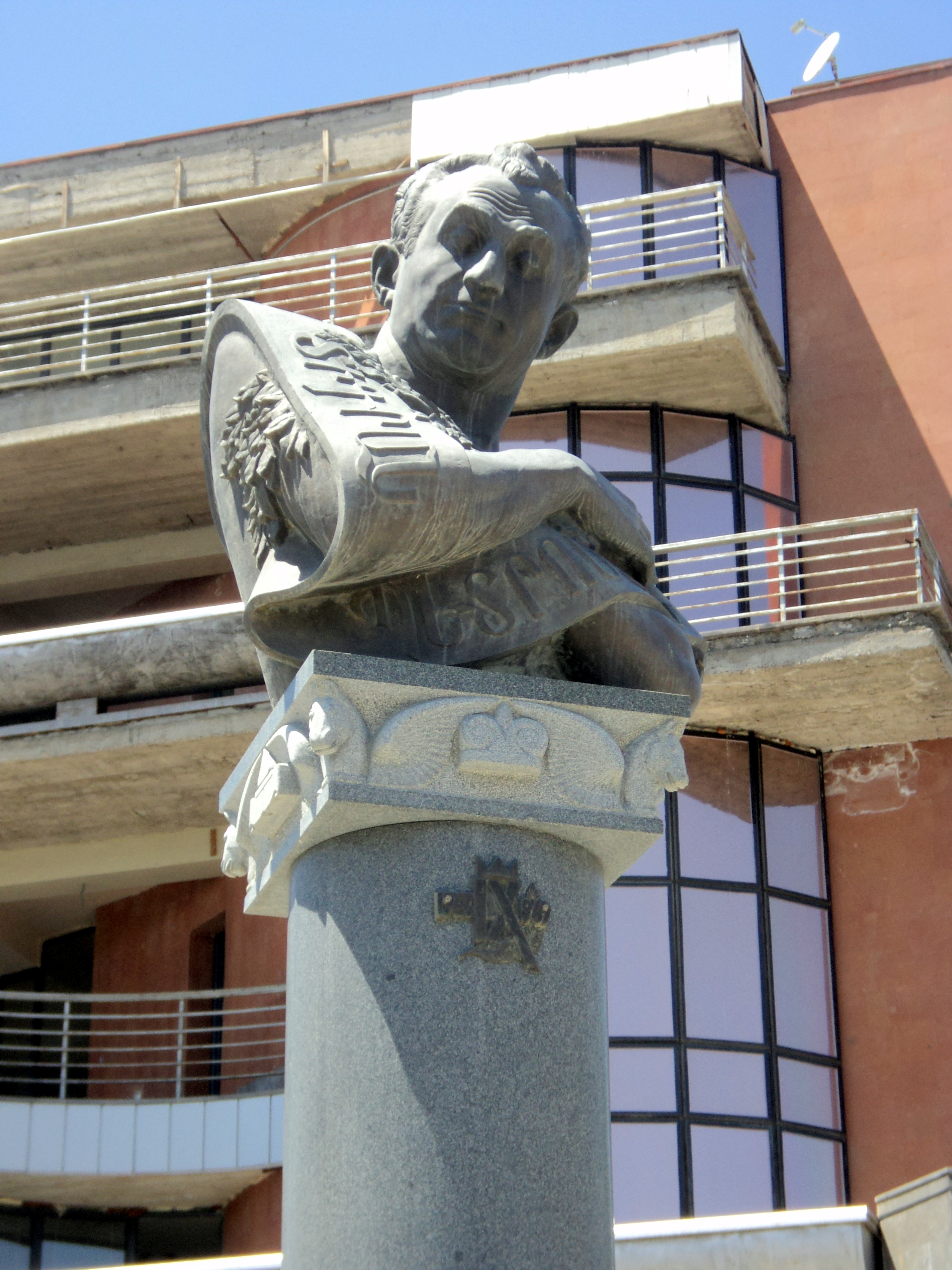
Пам'ятник на вулиці Т. Петросяна в Єревані
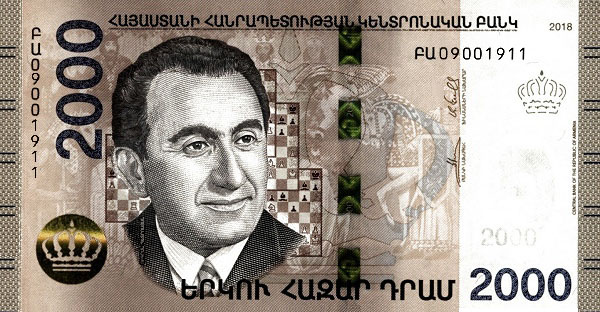
Банкнота 2000 драмів (2018)

## Книги
Колишній чемпіон світу через раптову хворобу та смерть так і не встиг завершити написання автобіографії. У 1960-х і 1970-х роках низку книг і статей про життєпис шахіста написав оглядач газети «Советский спорт» Віктор Васильєв. Після смерті Петросяна шаховий майстер і тренер Едуард Шехтман за сприяння Рони Петросян, яка допомагала збирати та систематизовувати записи чоловіка, видав російською книги «Стратегія надійності» та «Шахові лекції».
Книги Петросяна
- Շախմատը և փիլիսոփայությունը (Єреван, 1968);
- Стратегия надежности (Москва, 1985; уклав Е. Шехтман);
- Die Schachuniversität (Цюрих, 1988)[195]
- Шахматные лекции (Москва, 1989; уклав Е. Шехтман);
- Petrosian's Legacy (Лос-Анджелес, 1990, англійський переклад книги «Шахматные лекции»)
- Šahovske lekcije (Белград, 2005, сербський переклад книги «Шахматные лекции»)
- Python Strategy (Ґлазґо, 2015, англійський переклад книги «Стратегия надежности»)

Книги про Петросяна
- Luis Palau. Tigran Petrosian: campeón mundial de ajedrez (Буенос-Айрес, 1963)[197]
- Alberic O'Kelly de Galway. Tigran Petrosian, champion de monde: 30 parties (Брюссель, 1963)[198]
- Eduard Wildhagen, Tigran Petrosjan: 350 Partien (Гамбурґ, 1963)[199]
- P. H. Clarke. Petrosians best games of chess 1946—1963 (1964)[200]
- Васильев В. Л. Жизнь шахматиста. — Суэтин А. С. Избранные партии Тиграна Петросяна (Єреван, 1969)
- Васильев В. Л. Загадка Таля; Второе «я» Петросяна (Москва, 1973; на основі тексту «Жизнь шахматиста»)
- Viktor Vasilev, Aleksei Suetin. Tigran Petrosian: His Life and Games (Лондон, 1974, англійський переклад книги «Жизнь шахматиста. Избранные партии Тиграна Петросяна»)
- Dražen Marović. Tigran Vartanovič Petrosjan (Загреб, 1981)[201]
- Andrew Soltis, Ken Smith. Petrosian, the powerful (Даллас, 1990)[202]
- Eduard Shekhtman, Kenneth P. Neat. The Games of Tigran Petrosian. Vol. 1, 1942—1965 (Оксфорд, 1991)[203]
- Eduard Shekhtman, Kenneth P. Neat. The Games of Tigran Petrosian. Vol. 2, 1966—1983 (Оксфорд, 1991)[204]
- Dimitrije Bjelica. Tigran Petrosian (Мадрид, 1993)[205]
- Jerzy Konikowski, Pit Schulenburg. Tigran Petrosjan (Німеччина, 1994)[206]
- Jan van Reek. Tigran Petrosian (Нідерланди, 1999)[207]
- Январев И. Староиндийская в исполнении Тиграна Петросяна (Москва, 2010)
- Thomas Engqvist. Petrosian, move by move (Лондон, 2014)[208]
- Линдер И., Линдер В. Тигран Петросян: жизнь и игра (Москва, 2016)

Значну частину літератури, у назвах чи описі яких згадується Петросян, становлять книги та брошури про матчі за титул чемпіона світу чи матчі претендентів, які виходили різними мовами в різних країнах світу — від Швеції до Індонезії. Наприклад:
- A. Hildebrand. VM 1963 Botvinnik mot Petrosjan (Уппсала, 1963)[209]
- Robert Graham Wade. The World Chess Championship 1963 / M. M. Botvinnik v Tigran Petrosian (1963)[210]
- Edwin Bhend. Petrosjan — Spassky 69 (Schachweltmeisterschaft 1969) (Базель, 1969)[211]
- Reuben Fine. The final candidates match, Buenos Aires, 1971: Fischer vs. Petrosian (Джексон, 1971)[212]